# Liga Europa de la UEFA 2013-14
La Liga Europa de la UEFA 2013-14 (en inglés, UEFA Europa League) fue la 43.ª edición de esta competición. La final se jugó en el Juventus Stadium de Turín, Italia.
En la final, el Sevilla derrotó 4:2 en penaltis al Benfica y consiguió su tercer título en la Liga Europea de la UEFA.

## Distribución de equipos por federaciones
Un total de 193 equipos (incluyendo 32 conjuntos eliminados de fases distintas de la Liga de Campeones) de 53 federaciones nacionales participan en esta edición. Dependiendo de sus respectivos Coeficiente UEFA, las federaciones tienen un número determinado de plazas.

## Clasificación de las federaciones de la UEFA
| Posición | Asociación   | Coef.  | Equipos |
| -------- | ------------ | ------ | ------- |
| 1        | Inglaterra   | 84.410 | 3       |
| 2        | España       | 84.186 | 3       |
| 3        | Alemania     | 75.186 | 3       |
| 4        | Italia       | 59.981 | 3       |
| 5        | Portugal     | 55.346 | 3       |
| 6        | Francia      | 54.178 | 3       |
| 7        | Ucrania      | 47.832 | 4       |
| 8        | Rusia        | 45.515 | 4       |
| 9        | Países Bajos | 45.133 | 4       |
| 10       | Grecia       | 37.100 | 3       |
| 11       | Turquía      | 34.050 | 3       |
| 12       | Bélgica      | 32.400 | 3       |
| 13       | Dinamarca    | 27.525 | 3       |
| 14       | Suiza        | 26.800 | 3       |
| 15       | Austria      | 26.325 | 3       |
| 16       | Chipre       | 25.499 | 3       |
| 17       | Israel       | 22.000 | 3       |
| 18       | Escocia      | 21.141 | 3       |

| Posición | Asociación           | Coef.  | Equipos |
| -------- | -------------------- | ------ | ------- |
| 19       | República Checa      | 20.350 | 3       |
| 20       | Polonia              | 19.916 | 3       |
| 21       | Croacia              | 18.874 | 3       |
| 22       | Rumanía              | 18.824 | 3       |
| 23       | Bielorrusia          | 18.208 | 3       |
| 24       | Suecia               | 15.900 | 3       |
| 25       | Eslovaquia           | 14.874 | 3       |
| 26       | Noruega              | 14.675 | 3       |
| 27       | Serbia               | 14.250 | 3       |
| 28       | Bulgaria             | 14.250 | 3       |
| 29       | Hungría              | 9.750  | 3       |
| 30       | Finlandia            | 9.133  | 3       |
| 31       | Georgia              | 8.666  | 3       |
| 32       | Bosnia y Herzegovina | 8.416  | 3       |
| 33       | Irlanda              | 7.375  | 3       |
| 34       | Eslovenia            | 7.124  | 3       |
| 35       | Lituania             | 6.875  | 3       |
| 36       | Moldavia             | 6.749  | 3       |

| Posición | Asociación        | Coef. | Equipos |
| -------- | ----------------- | ----- | ------- |
| 37       | Azerbaiyán        | 6.207 | 3       |
| 38       | Letonia           | 5.874 | 3       |
| 39       | Macedonia         | 5.666 | 3       |
| 40       | Kazajistán        | 5.333 | 3       |
| 41       | Islandia          | 5.332 | 3       |
| 42       | Montenegro        | 4.375 | 3       |
| 43       | Liechtenstein     | 4.000 | 1       |
| 44       | Albania           | 3.916 | 3       |
| 45       | Malta             | 3.083 | 3       |
| 46       | Gales             | 2.749 | 3       |
| 47       | Estonia           | 2.666 | 3       |
| 48       | Irlanda del Norte | 2.583 | 3       |
| 49       | Luxemburgo        | 2.333 | 3       |
| 50       | Armenia           | 2.208 | 3       |
| 51       | Islas Feroe       | 1.416 | 3       |
| 52       | Andorra           | 1.000 | 2       |
| 53       | San Marino        | 0.916 | 2       |

## Distribución
|                                            | Equipos que entran en esta fase | Equipos que proceden de la fase anterior      | Equipos que proceden de la Liga de Campeones                       |
| ------------------------------------------ | --- | --------------------------------------------- | ------------------------------------------------------------------ |
| Primera Fase de Clasificación (78 equipos) | - 21 ganadores de las copas nacionales de las federaciones 33–53 - 25 subcampeones de las ligas nacionales de las federaciones 28–53 (excepto Liechtenstein) - 29 terceros de las ligas nacionales de las federaciones 22–51 (excepto Liechtenstein) - 3 equipos clasificados vía Fair Play |                                               |                                                                    |
| Segunda Fase de Clasificación (80 equipos) | - 14 ganadores de las copas nacionales de las federaciones 19–32 - 12 subcampeones de las ligas nacionales de las federaciones 16–27 - 6 terceros de las ligas nacionales de las federaciones 16–21 - 6 cuartos de las ligas nacionales de las federaciones 10–15 - 3 quintos de las ligas nacionales de las federaciones 7–9 | - 39 ganadores de la Primera ronda previa     |                                                                    |
| Tercera Fase de Clasificación (58 equipos) | - 3 ganadores de las copas nacionales de las federaciones 16–18 - 6 terceros de las ligas nacionales de las federaciones 10–15 - 3 cuartos de las ligas nacionales de las federaciones 7–9 - 3 quintos de las ligas nacionales de las federaciones 4–6 (excepto el campeón de la Copa de la Liga de Francia) - 3 sextos de las ligas nacionales de las federaciones 1–3 (excepto el campeón de la Copa de la Liga de Inglaterra) | - 40 ganadores de la Segunda ronda previa     |                                                                    |
| Play-Off (62 equipos)                      | - 9 ganadores de las copas nacionales de las federaciones 7–15 - 3 terceros de las ligas nacionales de las federaciones 7–9 - 3 cuartos de las ligas nacionales de las federaciones 4–6 - 3 quintos de las ligas nacionales de las federaciones 1–3 | - 29 ganadores de la Tercera ronda previa     | - 15 perdedores de la Tercera ronda previa de la Liga de Campeones |
| Fase de grupos (48 equipos)                | - Campeón vigente - 6 ganadores de las copas nacionales de las federaciones 1–6 | - 31 ganadores de la eliminatoria             | - 10 perdedores de la eliminatoria de la Liga de Campeones         |
| Eliminatorias Directas (32 equipos)        | | - 12 primeros de grupo - 12 segundos de grupo | - 8 terceros de la fase de grupos de la Liga de Campeones          |

## Equipos
- CC: Campeón de la copa
- SC: Subcampeón de la copa
- CCL: Campeón de Copa de la Liga
- N.º: Posición en la Liga
- FP: Fair play
- LC: Procedente de la Liga de Campeones
  - FG: Terceros en la fase de grupos
  - PO: Perdedores de la eliminatoria
  - 3FC: Perdedores de la Tercera ronda previa

| Dieciseisavos de final         | Dieciseisavos de final     | Dieciseisavos de final     | Dieciseisavos de final     |
| ------------------------------ | -------------------------- | -------------------------- | -------------------------- |
| Shakhtar Donetsk (LC FG)       | Benfica (LC FG)            | Basel (LC FG)              | Porto (LC FG)              |
| Juventus (LC FG)               | Viktoria Plzeň (LC FG)     | Napoli (LC FG)             | Ajax (LC FG)               |
| Fase de grupos                 |                            |                            |                            |
| Wigan Athletic (CC)            | Girondins Bordeaux (CC)    | PAOK Salónica (LC PO)      | Olympique de Lyon (LC PO)  |
| Valencia (5º)                  | Anzhi (3º)                 | Fenerbahçe (LC PO)         | PSV Eindhoven (LC PO)      |
| Friburgo (5º)                  | Dinamo Zagreb (LC PO)      | Paços de Ferreira (LC PO)  |                            |
| Lazio (CC)                     | Ludogorets Razgrad (LC PO) | Maribor (LC PO)            |                            |
| Vitória (CC)                   | Legia Warszawa (LC PO)     | Shakhter Karagandy (LC PO) |                            |
| Cuarta ronda previa (Play-Off) |                            |                            |                            |
| Tottenham Hotspur (5º)         | Dynamo Kiev (3º)           | Skënderbeu Korçë (LC 3FC)  | Dinamo Tbilisi (LC 3FC)    |
| Real Betis (7º)                | Dnipro Dnipropetrovsk (4º) | Nõmme Kalju (LC 3FC)       | Sheriff Tiraspol (LC 3FC)  |
| Eintracht (6º)                 | Atromitos (3º)             | APOEL Nicosia (LC 3FC)     | Molde (LC 3FC)             |
| Fiorentina (4º)                | Beşiktaş (3º)              | Elfsborg (LC 3FC)          | Partizan (LC 3FC)          |
| Sporting Braga (4º)            | Genk (CC)                  | FH (LC 3FC)                | Maccabi Tel Aviv (LC 3FC)  |
| Nice (4º)                      | Esbjerg (CC)               | Nordsjælland (LC 3FC)      | Red Bull Salzburg (LC 3FC) |
| Spartak de Moscú (4º)          | Sion (3º)                  | PAOK Salónica (LC 3FC)     |                            |
| AZ Alkmaar (CC)                | Pasching (CC)              | Zulte-Waregem (LC 3FC)     |                            |
| Feyenoord Rotterdam (3º)       | Apollon Limassol (CC)      | Grasshopper (LC 3FC)       |                            |
| Tercera ronda previa           |                            |                            |                            |
| Swansea City (CCL)             | Saint-Étienne (CCL)        | Bursaspor (4º)             | Hapoel Ramat Gan (CC)      |
| Sevilla (9º)                   | Kuban (5º)                 | Brugge (3º)                | Motherwell (2º)            |
| Stuttgart (SC)                 | Vitesse (4º)               | Randers (3º)               | Baumit Jablonec (CC)       |
| Udinese (5º)                   | Metalurg Donetsk (5º)      | St.Gallen (4º)             |                            |
| Estoril (5º)                   | Asteras Tripolis (4º)      | Rapid (3º)                 |                            |
| Segunda ronda previa           |                            |                            |                            |
| Rubin Kazan' (6º)              | Maccabi Haifa (2º)         | Rijeka (3º)                | Jagodina (CC)              |
| Utrecht (P-1º)                 | Hapoel Tel Aviv (3º)       | Petrolul Ploiești (CC)     | Crvena Zvezda (2º)         |
| Chernomorets (SC)              | St. Johnstone (3º)         | Pandurii Târgu Jiu (2º)    | Beroe Stara Zagora (CC)    |
| Xanthi (7º)                    | Hibernian (SC)             | Minsk (CC)                 | Honka (CC)                 |
| Trabzonspor (SC)               | Sparta Praha (2º)          | Shakhtyor Soligorsk (2º)   | Debreceni (CC)             |
| Standard Liège (P-1º)          | Slovan Liberec (3º)        | Göteborg (CC)              | Dila Gori (2º)             |
| Aalborg (5º)                   | Lech Poznań (2º)           | Häcken (2º)                | Široki Brijeg (CC)         |
| Zúrich (5º)                    | Śląsk Wrocław (3º)         | Senica (2º)                | Derry City (CC)            |
| Sturm Graz (4º)                | Piast Gliwice (4º)         | Trenčín (3º)               | Olimpija (2º)              |
| Anorthosis (2º)                | Hajduk Split (CC)          | Hødd (CC)                  |                            |
| Omonia (3º)                    | Lokomotiva (2º             | Strømsgodset (2º)          |                            |
| Primera ronda previa           |                            |                            |                            |
| Astra Giurgiu (4º)             | Celje (SC)                 | Reykjavík (CC)             | Glentoran (CC)             |
| Dinamo Minsk (3º)              | Žalgiris Vilnius (CC)      | Breiðablik (2º)            | Crusaders (2º)             |
| Malmö (3º)                     | Sūduva (3º)                | Vestmannaeyja (3º)         | Linfield (3º)              |
| Žilina (CC)                    | Kruoja Pakruojis (4º)      | Čelik Nikšić (CC)          | Jeunesse Esch (CC)         |
| Rosenborg (3º)                 | Tiraspol (CC)              | Rudar (5º)                 | F91 Dudelange (2º)         |
| Vojvodina (3º)                 | Dacia Chişinău (2º)        | Mladost (6º)               | Differdange 03 (4º)        |
| Levski Sofiya (2º)             | Milsami (4º)               | Vaduz (CC)                 | Pyunik (CC)                |
| Botev Plovdiv (4º)             | Qarabağ (2º)               | Laçi (CC)                  | Mika (2º)                  |
| Videoton (2º)                  | Inter Baku (3º)            | Kukësi (2º)                | Gandzasar (3º)             |
| Honvéd (3º)                    | Khazar Lankaran (SC)       | Teuta (3º)                 | Víkingur Gøta (CC)         |
| Inter Turku (2º)               | Ventspils (CC)             | Hibernians (CC)            | Fuglafjørður (2º)          |
| Turun Palloseura (3º)          | Skonto (2º)                | Valletta (3º)              | HB Tórshavn (3º)           |
| Torpedo Kutaisi (3º)           | Liepājas Metalurgs (4º)    | Sliema Wanderers (4º)      | UE Santa Coloma (CC)       |
| Chikhura (SC)                  | Teteks (CC)                | Prestatyn Town (CC)        | FC Santa Coloma (2º)       |
| Sarajevo (2º)                  | Metalurg Skopje (2º)       | Airbus UK Broughton (2º)   | La Fiorita (CC)            |
| Zrinjski (9º)                  | Turnovo (3º)               | Bala Town (P-1º)           | Libertas (2º)              |
| Drogheda United (2º)           | Astana (CC)                | Flora Tallinn (CC)         | Gefle (FP)                 |
| St Patrick's Athletic (3º)     | Irtysh (2º)                | Levadia Tallinn (2º)       | Tromsø (FP)                |
| Domžale (3º)                   | Aktobe (3º)                | Narva Trans (4º)           | Mariehamn (FP)             |

## Rondas previas

### Primera ronda previa
Participaron en esta ronda 76 equipos, pertenecientes a las ligas clasificadas de la 22ª posición en adelante del ranking de 2012 del Coeficiente UEFA, junto a 3 equipos pertenecientes a las respectivas ligas con mayor coeficiente de juego limpio. La ida de las eliminatorias se disputó entre el 2 y el 4 de julio, mientras que la vuelta se jugó entre el 9 y el 11 de julio.
| Equipo local ida    | Resultado   | Equipo visitante ida  | Ida | Vuelta |
| ------------------- | ----------- | --------------------- | --- | ------ |
| Víkingur Gøta       | 2:1         | Inter Turku           | 1:1 | 1:0    |
| Žalgiris Vilnius    | 4:3         | St Patrick's Athletic | 2:2 | 2:1    |
| Airbus UK Broughton | 1:1 (v)     | Ventspils             | 1:1 | 0:0    |
| Narva Trans         | 1:8         | Gefle                 | 0:3 | 1:5    |
| Reykjavík           | 3:0         | Glentoran             | 0:0 | 3:0    |
| Chikhura Sachkhere  | (v) 1:1     | Vaduz                 | 0:0 | 1:1    |
| Milsami             | 1:0         | F91 Dudelange         | 1:0 | 0:0    |
| Metalurg Skopje     | 0:2         | Qarabağ               | 0:1 | 0:1    |
| Videoton            | 2:2 (v)     | Mladost Podgorica     | 2:1 | 0:1    |
| Flora Tallinn       | 1:1 (v)     | Kukësi                | 1:1 | 0:0    |
| Teteks              | 1:2         | Pyunik                | 1:1 | 0:1    |
| Teuta               | 3:3 (v)     | Dacia Chişinău        | 3:1 | 0:2    |
| Sarajevo            | 3:1         | Libertas              | 1:0 | 2:1    |
| Sliema Wanderers    | 1:2         | Khazar Lankaran       | 1:1 | 0:1    |
| Levski Sofía        | 0:2         | Irtysh                | 0:0 | 0:2    |
| Hibernians          | 3:7         | Vojvodina             | 1:4 | 2:3    |
| Astana              | 0:6         | Botev Plovdiv         | 0:1 | 0:5    |
| UE Santa Coloma     | 1:4         | Zrinjski              | 1:3 | 0:1    |
| Domžale             | 0:3         | Astra Giurgiu         | 0:1 | 0:2    |
| Rudar               | 2:1         | Mika                  | 1:0 | 1:1    |
| Breiðablik          | 4:0         | FC Santa Coloma       | 4:0 | 0:0    |
| Drogheda United     | 0:2         | Malmö                 | 0:0 | 0:2    |
| Inter Baku          | 3:1         | Mariehamn             | 1:1 | 2:0    |
| Fuglafjørður        | 0:5         | Linfield              | 0:2 | 0:3    |
| Prestatyn Town      | 3:3 (4-3 p) | Liepājas Metalurgs    | 1:2 | 2:1    |
| Tromsø              | 3:2         | Celje                 | 1:2 | 2:0    |
| Tiraspol            | 1-1 (2-4 p) | Skonto                | 0:1 | 1:0    |
| Crusaders           | 3:9         | Rosenborg Ballklub    | 1:2 | 2:7    |
| Vestmannaeyja       | 2:1         | HB Tórshavn           | 1:1 | 1:0    |
| Jeunesse Esch       | 3:2         | Turun Palloseura      | 2:0 | 1:2    |
| Bala Town           | 2:3         | Levadia Tallinn       | 1:0 | 1:3    |
| Kruoja Pakruojis    | 0:8         | Dinamo Minsk          | 0:3 | 0:5    |
| La Fiorita          | 0:4         | Valleta               | 0:3 | 0:1    |
| Laçi                | 1:3         | Differdange 03        | 0:1 | 1:2    |
| Gandzasar           | 2:4         | Aktobe                | 1:2 | 1:2    |
| Čelik Nikšić        | 1:13        | Honvéd                | 1:4 | 0:9    |
| Torpedo Kutaisi     | 3:6         | Žilina                | 0:3 | 3:3    |
| Sūduva              | 4:4 (4-5 p) | Turnovo               | 2:2 | 2:2    |

### Segunda ronda previa
Participaron en esta ronda 42 equipos, pertenecientes a las ligas clasificadas de la 7ª a la 32ª posición del ranking de 2012 del Coeficiente UEFA, junto a 38 equipos procedentes de la ronda anterior. La ida de las eliminatorias se disputó el 16 y el 18 de julio, mientras que la vuelta se jugó el 25 de julio.
| Equipo local ida     | Resultado   | Equipo visitante ida | Ida   | Vuelta |
| -------------------- | ----------- | -------------------- | ----- | ------ |
| Levadia Tallinn      | 0 - 4       | 'Pandurii Târgu Jiu' | 0 - 0 | 0 - 4  |
| 'Dila Gori'          | 3 - 0       | Aalborg              | 3 - 0 | 0 - 0  |
| Irtysh               | 3:4         | 'Široki Brijeg'      | 3-2   | 0-2    |
| 'Ventspils'          | 5:1         | Jeunesse Esch        | 1-0   | 4-1    |
| Shakhtyor Soligorsk  | 2:2 (2-4 p) | 'Milsami'            | 1-1   | 1-1    |
| 'Qarabağ'            | 4:3         | Piast Gliwice        | 2-1   | 2-2    |
| 'Mladost Podgorica'  | 3:2         | Senica               | 2-2   | 1-0    |
| Dinamo Minsk         | (v) 4:4     | Lokomotiva           | 1-2   | 3-2    |
| Honka                | 2:5         | Lech Poznań          | 1-3   | 1-2    |
| Skonto               | 2:2 (v)     | 'Slovan Liberec'     | 2-1   | 0-1    |
| Beroe Stara Zagora   | 3:6         | 'Hapoel Tel Aviv'    | 1-4   | 2-2    |
| Zrinjski             | 1:3         | Botev Plovdiv        | 1-1   | 0-2    |
| Göteborg             | 1:2         | 'Trenčín'            | 0-0   | 1-2    |
| 'Tromsø'             | 2:1         | Inter Baku           | 2-0   | 0-1    |
| 'Maccabi Haifa'      | 10:0        | Khazar Lankaran      | 2-0   | 8-0    |
| Hødd                 | 1:2         | 'Aktobe'             | 1-0   | 0-2    |
| Anorthosis           | 3:4         | 'Gefle'              | 3-0   | 0-4    |
| 'Chornomorets Odesa' | 3:2         | Dacia Chişinău       | 2-0   | 1-2    |
| 'Petrolul Ploiești'  | 7:0         | Víkingur Gøta        | 3-0   | 4-0    |
| 'Strømsgodset'       | 5:2         | Debreceni            | 2-2   | 3-0    |
| Rosenborg Ballklub   | 1:2         | 'St. Johnstone'      | 0-1   | 1-1    |
| 'Malmö'              | 9:0         | Hibernian            | 2-0   | 7-0    |
| 'Zurich'             | 5:1         | Chikhura Sachkhere   | 2-0   | 3-1    |
| Valletta             | 1:3         | Minsk                | 1-1   | 0-2    |
| 'Differdange 03'     | 5:4         | Utrecht              | 2-1   | 3-3    |
| 'Kukësi'             | 3:2         | Sarajevo             | 3-2   | 0-0    |
| Jagodina             | 2:4         | 'Rubin Kazan'        | 2-3   | 0-1    |
| 'Žalgiris Vilnius'   | 3:1         | Pyunik               | 2-0   | 1-1    |
| Sparta Praga         | 2:3         | 'Häcken'             | 2-2   | 0-1    |
| 'Xanthi'             | (v) 2:2     | Linfield             | 0-1   | 2-1    |
| 'Hajduk Split'       | 3:2         | Turnovo              | 2-1   | 1-1    |
| 'Astra Giurgiu'      | 3:2         | Omonia               | 1-1   | 2-1    |
| 'Estrella Roja'      | 2:0         | Vestmannaeyja        | 2-0   | 0-0    |
| 'Vojvodina'          | 5:1         | Honvéd               | 2-0   | 3-1    |
| Trabzonspor          | 7:2         | Derry City           | 4-2   | 3-0    |
| 'Šlask Wrocław'      | 6:2         | Rudar                | 4-0   | 2-2    |
| Olimpija             | 3:3 (v)     | 'Žilina'             | 3-1   | 0-2    |
| 'Rijeka'             | 8:0         | Prestatyn Town       | 5-0   | 3-0    |
| 'Breiðablik'         | 1:0         | Sturm Graz           | 0-0   | 1-0    |
| Reykjavík            | 1:6         | Standard Lieja       | 1-5   | 0-1    |

### Tercera ronda previa
Participan en esta ronda 18 equipos, pertenecientes a las 18 primeras ligas del ranking de 2012 del Coeficiente UEFA, junto a 40 equipos procedentes de la ronda anterior. La ida de las eliminatorias se disputó el 1 de agosto, mientras que la vuelta se jugó el 8 de agosto.
| Equipo local ida     | Resultado    | Equipo visitante ida | Ida | Vuelta |
| -------------------- | ------------ | -------------------- | --- | ------ |
| 'Chornomorets'       | 3:1          | Estrella Roja        | 3-1 | 0-0    |
| 'Swansea City'       | 4:0          | Malmö                | 4-0 | 0-0    |
| 'Sevilla'            | 9:1          | Mladost Podgorica    | 3-0 | 6-1    |
| 'Saint-Étienne'      | 6:0          | Milsami              | 3-0 | 3-0    |
| Široki Brijeg        | 1:7          | 'Udinese'            | 1-3 | 0-4    |
| 'Petrolul Ploiești'  | 3:2          | Vitesse              | 1-1 | 2-1    |
| Hajduk Split         | 0:2          | 'Dila Gori'          | 0-1 | 0-1    |
| 'Jablonec'           | 5:2          | Strømsgodset         | 2-1 | 3-1    |
| Ventspils            | 0:3          | 'Maccabi Haifa'      | 0-0 | 0-3    |
| 'Slovan Liberec'     | 4:2          | St. Gallen           | 2-1 | 2-1    |
| 'Kukësi'             | 2:1          | Metalurg Donetsk     | 2-0 | 0-1    |
| 'Qarabağ'            | 3:0          | Gefle                | 1-0 | 2-0    |
| Dinamo Minsk         | 0:1          | Trabzonspor          | 0-1 | 0-0    |
| 'Aktobe'             | (2-1 p.) 1:1 | Breiðablik           | 1-0 | 0-1    |
| 'Pandurii Târgu Jiu' | 3:2          | Hapoel Tel Aviv      | 1-1 | 2-1    |
| 'Rijeka'             | 3:2          | Žilina               | 2-1 | 1-1    |
| Śląsk Wrocław        | 4:3          | Brujas               | 1-0 | 3-3    |
| Randers              | 1:4          | 'Rubin Kazan'        | 1-2 | 0-2    |
| 'Tromsø'             | (4-3 p.) 1:1 | Differdange 03       | 1-0 | 0-1    |
| Asteras Tripolis     | 2:4          | Rapid Viena          | 1-1 | 1-3    |
| Trenčín              | 3:5          | 'Astra Giurgiu'      | 1-3 | 2-2    |
| 'Žalgiris Vilnius'   | (v.) 2:2     | Lech Poznań          | 1-0 | 1-2    |
| Motherwell           | 0:3          | Kuban Krasnodar      | 0-2 | 0-1    |
| Botev Plovdiv        | 1:1 (v.)     | Stuttgart            | 1-1 | 0-0    |
| 'Estoril'            | 1:0          | Hapoel Ramat Gan     | 0-0 | 1-0    |
| 'Vojvodina'          | 5:2          | Bursaspor            | 2-2 | 3-0    |
| Xanthi               | 2:4          | Standard Lieja       | 1-2 | 1-2    |
| Häcken               | 1:3          | Thun                 | 1-2 | 0-1    |
| 'Minsk'              | (3-2 p.) 1:1 | St. Johnstone        | 0-1 | 1-0    |

### Cuarta ronda previa (Ronda de play-off)
Participarán en esta ronda 18 equipos, pertenecientes a las 15 primeras ligas del ranking de 2012 del Coeficiente UEFA, junto a 29 equipos procedentes de la ronda anterior y los 15 equipos eliminados de la tercera ronda previa de la Liga de Campeones. La ida de los play-off se disputó el 22 de agosto, mientras que la vuelta se jugó el 29 de agosto.
| Equipo local ida     | Resultado   | Equipo visitante ida | Ida | Vuelta |
| -------------------- | ----------- | -------------------- | --- | ------ |
| Kuban Krasnodar      | 3:1         | Feyenoord            | 1:0 | 2:1    |
| Zulte Waregem        | 3:2         | APOEL                | 1:1 | 2:1    |
| Rapid Viena          | 4:0         | Dila Gori            | 1:0 | 3:0    |
| Tromsø               | 2:3         | Beşiktaş             | 2:1 | 0:2    |
| 'Pandurii Târgu Jiu' | 2:1 (pr.)   | Sporting Braga       | 0:1 | 2:0    |
| Apollon Limassol     | 2:1         | Niza                 | 2:0 | 0:1    |
| Aktobe               | 3:8         | Dinamo Kiev          | 2:3 | 1:5    |
| Swansea              | 6:3         | Petrolul Ploieşti    | 5:1 | 1:2    |
| Atromitos            | 3:3 (v)     | AZ Alkmaar           | 1:3 | 2:0    |
| FH                   | 2:7         | Genk                 | 0:2 | 2:5    |
| Elfsborg             | 2:1         | Nordsjælland         | 1:1 | 1:0    |
| Sevilla              | 9:1         | Śląsk Wrocław        | 4:1 | 5:0    |
| Red Bull Salzburg    | 7:0         | Žalgiris Vilnius     | 5:0 | 2:0    |
| Qarabağ              | 1:4         | Eintracht Fráncfort  | 0:2 | 1:2    |
| Minsk                | 1:5         | Standard de Liège    | 0:2 | 1:3    |
| Jablonec             | 1:8         | 'Real Betis'         | 1:2 | 0:6    |
| Rijeka               | 4:3         | Stuttgart            | 2:1 | 2:2    |
| Chornomorets Odesa   | (7-6 p) 1:1 | Skënderbeu Korçë     | 1:0 | 0:1    |
| Maccabi Tel-Aviv*    | Cancelado   | PAOK                 | :   | :      |
| Sion                 | 5:3         | Spartak de Moscú     | 1:1 | 4:2    |
| Molde                | 0:5         | Rubin Kazan          | 0:2 | 0:3    |
| Vojvodina            | 2:3         | Sheriff              | 1:1 | 1:2    |
| Kukësi               | 1:5         | Trabzonspor          | 0:2 | 1:3    |
| Esbjerg              | 5:3         | Saint-Étienne        | 4:3 | 1:0    |
| Grasshopper          | 2:2 (v)     | Fiorentina           | 1:2 | 1:0    |
| Maccabi Haifa        | 3:1         | Astra Giurgiu        | 2:0 | 1:1    |
| Udinese              | 2:4         | Slovan Liberec       | 1:3 | 1:1    |
| Dinamo Tbilisi       | 0:8         | Tottenham Hotspur    | 0:5 | 0:3    |
| Estoril              | 4:1         | Pasching             | 2:0 | 2:1    |
| Nõmme Kalju          | 1:5         | Dnipro               | 1:3 | 0:2    |
| Partizan             | 1:3         | St. Gallen           | 1:0 | 0:3    |

- El Maccabi Tel-Aviv FC de Israel avanza automáticamente a la fase de grupos, debido a que el Metalist de Ucrania fue descalificado de la temporada actual y como estaba disputando la UEFA Champions League 2013-2014, su puesto será ocupado por el PAOK de Grecia, quien era rival de los israelíes y como no tendrá sustitución, la UEFA le otorga la clasificación a la fase de grupos del torneo.[4]

## Fase de grupos
Participarán en esta ronda 6 equipos, campeones de Copa de las 6 primeras ligas del ranking de 2012 del Coeficiente UEFA, junto a 31 equipos procedentes de la ronda de play-off, los 10 equipos eliminados de la ronda de play-off de la Liga de Campeones y el campeón de la edición anterior de la competición.
| 1º bombo (Cabezas de serie)    | 2º bombo                       | 3º bombo                     | 4º bombo                   |
| ------------------------------ | ------------------------------ | ---------------------------- | -------------------------- |
| Valencia (102.605)             | APOEL Nicosia (35.300)         | Eintracht Fráncfort (15.922) | Maccabi Tel-Aviv (8.075)   |
| Olympique de Lyon (95.800)     | PAOK Salónica (28.800)         | Vitória Guimarães (14.333)   | Slovan Liberec (7.745)     |
| Tottenham Hotspur (69.592)     | Red Bull Salzburgo (28.075)    | Legia Varsovia (13.650)      | Zürich (7.285)             |
| Dinamo de Kiev (68.951)        | KRC Genk (26.880)              | Maccabi Haifa (13.575)       | Zulte Waregem (6.880)      |
| PSV Eindhoven (64.945)         | Dinamo Zagreb (25.916)         | Rapid Viena (13.075)         | Apollon Limassol (6.336)   |
| Girondins de Bordeaux (59.800) | Dnipro Dnipropetrovsk (23.951) | Paços de Ferreira (12.833)   | Tromsø IL (6.335)          |
| Rubin Kazán (58.266)           | Trabzonspor (21.400)           | Estoril Praia (11.833)       | St. Gallen (12.785)        |
| Sevilla F. C. (55.105)         | Anzhí Majachkalá (20.266)      | Sheriff Tiraspol (11.533)    | Esbjerg fB (5.140)         |
| Standard Lieja (55.105)        | Real Betis (17.605)            | Chornomorets Odesa (9.951)   | Rijeka (4.916)             |
| Fiorentina (42.829)            | Wigan Athletic (16.592)        | Maribor (9.941)              | Pandurii Târgu Jiu (4.604) |
| Lazio (41.829)                 | Swansea City (16.592)          | Kuban Krasnodar (9.266)      | Ludogorets Razgrad (3450)  |
| AZ Alkmaar (39.445)            | Friburgo (15.922)              | IF Elfsborg (8.125)          | Shakhter Karagandy (2.941) |

- El Beşiktaş (Turquía) ha sido excluido de la competición, siendo sustituido por el Tromsø (Noruega).
- El Fenerbahçe (Turquía) ha sido excluido de la competición, siendo sustituido por el APOEL (Chipre).
- El Wigan Athletic (Inglaterra) jugó la fase de grupos a pesar de estar en segunda división, tras ganar la FA Cup 2012-13 ante el Manchester City.

|  | Equipos clasificados para los Dieciseisavos de final. |

### Grupo A
| Equipo          | Pts | PJ | PG | PE | PP | GF | GC | Dif |
| --------------- | --- | -- | -- | -- | -- | -- | -- | --- |
| Valencia        | 13  | 6  | 4  | 1  | 1  | 12 | 7  | +5  |
| Swansea City    | 8   | 6  | 2  | 2  | 2  | 6  | 4  | +2  |
| Kuban Krasnodar | 6   | 6  | 1  | 3  | 2  | 7  | 7  | 0   |
| St. Gallen      | 6   | 6  | 2  | 0  | 4  | 6  | 13 | -7  |

| \| Fecha \| Estadio \| Local \| Resultado \| Visitante \| \| ------------------------ \| ------------------- \| --------------- \| --------- \| --------------- \| \| 19 de septiembre de 2013 \| Mestalla \| Valencia \| 0:3 \| Swansea City \| \| 19 de septiembre de 2013 \| Stade De Trobullion \| St. Gallen \| 2:0 \| Kuban Krasnodar \| \| 3 de octubre de 2013 \| Estadio Kuban \| Kuban Krasnodar \| 0:2 \| Valencia \| \| 3 de octubre de 2013 \| Liberty Stadium \| Swansea City \| 1:0 \| St. Gallen \| \| 24 de octubre de 2013 \| Liberty Stadium \| Swansea City \| 1:1 \| Kuban Krasnodar \| \| 24 de octubre de 2013 \| Mestalla \| Valencia \| 5:1 \| St. Gallen \| \| 7 de noviembre de 2013 \| Estadio Kuban \| Kuban Krasnodar \| 1:1 \| Swansea City \| \| 7 de noviembre de 2013 \| Stade De Trobullion \| St. Gallen \| 2:3 \| Valencia \| \| 28 de noviembre de 2013 \| Estadio Kuban \| Kuban Krasnodar \| 4:0 \| St. Gallen \| \| 28 de noviembre de 2013 \| Liberty Stadium \| Swansea City \| 0:1 \| Valencia \| \| 12 de diciembre de 2013 \| Estadio Mestalla \| Valencia \| 1:1 \| Kuban Krasnodar \| \| 12 de diciembre de 2013 \| Stade De Trobullion \| St. Gallen \| 1:0 \| Swansea City \| |                     |                 |           |                 |
| Fecha | Estadio             | Local           | Resultado | Visitante       |
| 19 de septiembre de 2013 | Mestalla            | Valencia        | 0:3       | Swansea City    |
| 19 de septiembre de 2013 | Stade De Trobullion | St. Gallen      | 2:0       | Kuban Krasnodar |
| 3 de octubre de 2013 | Estadio Kuban       | Kuban Krasnodar | 0:2       | Valencia        |
| 3 de octubre de 2013 | Liberty Stadium     | Swansea City    | 1:0       | St. Gallen      |
| 24 de octubre de 2013 | Liberty Stadium     | Swansea City    | 1:1       | Kuban Krasnodar |
| 24 de octubre de 2013 | Mestalla            | Valencia        | 5:1       | St. Gallen      |
| 7 de noviembre de 2013 | Estadio Kuban       | Kuban Krasnodar | 1:1       | Swansea City    |
| 7 de noviembre de 2013 | Stade De Trobullion | St. Gallen      | 2:3       | Valencia        |
| 28 de noviembre de 2013 | Estadio Kuban       | Kuban Krasnodar | 4:0       | St. Gallen      |
| 28 de noviembre de 2013 | Liberty Stadium     | Swansea City    | 0:1       | Valencia        |
| 12 de diciembre de 2013 | Estadio Mestalla    | Valencia        | 1:1       | Kuban Krasnodar |
| 12 de diciembre de 2013 | Stade De Trobullion | St. Gallen      | 1:0       | Swansea City    |

### Grupo B
| Equipo              | Pts | PJ | PG | PE | PP | GF | GC | Dif |
| ------------------- | --- | -- | -- | -- | -- | -- | -- | --- |
| Ludogorets Razgrad  | 16  | 6  | 5  | 1  | 0  | 11 | 2  | +9  |
| Chernomorets Odessa | 10  | 6  | 3  | 1  | 2  | 6  | 6  | 0   |
| PSV Eindhoven       | 7   | 6  | 2  | 1  | 3  | 4  | 5  | -1  |
| Dinamo Zagreb       | 1   | 6  | 0  | 1  | 5  | 3  | 11 | -8  |

| \| Fecha \| Estadio \| Local \| Resultado \| Visitante \| \| ------------------------ \| -------------------------------- \| ------------------- \| --------- \| ------------------- \| \| 19 de septiembre de 2013 \| Stadion Maksimir \| Dinamo Zagreb \| 1:2 \| Chornomorets Odessa \| \| 19 de septiembre de 2013 \| Philips Stadion \| PSV Eindhoven \| 0:2 \| Ludogorets Razgrad \| \| 3 de octubre de 2013 \| Ludogorets Arena \| Ludogorets Razgrad \| 3:0 \| Dinamo Zagreb \| \| 3 de octubre de 2013 \| Estadio Tsentralnyi-Chernomorets \| Chornomorets Odessa \| 0:2 \| PSV Eindhoven \| \| 24 de octubre de 2013 \| Estadio Tsentralnyi-Chernomorets \| Chornomorets Odessa \| 0:1 \| Ludogorets Razgrad \| \| 24 de octubre de 2013 \| Stadion Maksimir \| Dinamo Zagreb \| 0:0 \| PSV Eindhoven \| \| 7 de noviembre de 2013 \| Ludogorets Arena \| Ludogorets Razgrad \| 1:1 \| Chornomorets Odessa \| \| 7 de noviembre de 2013 \| Philips Stadion \| PSV Eindhoven \| 2:0 \| Dinamo Zagreb \| \| 28 de noviembre de 2013 \| Ludogorets Arena \| Ludogorets Razgrad \| 2:0 \| PSV Eindhoven \| \| 28 de noviembre de 2013 \| Estadio Tsentralnyi-Chernomorets \| Chornomorets Odessa \| 2:1 \| Dinamo Zagreb \| \| 12 de diciembre de 2013 \| Stadion Maksimir \| Dinamo Zagreb \| 1:2 \| Ludogorets Razgrad \| \| 12 de diciembre de 2013 \| Philips Stadion \| PSV Eindhoven \| 0:1 \| Chornomorets Odessa \| |                                  |                     |           |                     |
| Fecha | Estadio                          | Local               | Resultado | Visitante           |
| 19 de septiembre de 2013 | Stadion Maksimir                 | Dinamo Zagreb       | 1:2       | Chornomorets Odessa |
| 19 de septiembre de 2013 | Philips Stadion                  | PSV Eindhoven       | 0:2       | Ludogorets Razgrad  |
| 3 de octubre de 2013 | Ludogorets Arena                 | Ludogorets Razgrad  | 3:0       | Dinamo Zagreb       |
| 3 de octubre de 2013 | Estadio Tsentralnyi-Chernomorets | Chornomorets Odessa | 0:2       | PSV Eindhoven       |
| 24 de octubre de 2013 | Estadio Tsentralnyi-Chernomorets | Chornomorets Odessa | 0:1       | Ludogorets Razgrad  |
| 24 de octubre de 2013 | Stadion Maksimir                 | Dinamo Zagreb       | 0:0       | PSV Eindhoven       |
| 7 de noviembre de 2013 | Ludogorets Arena                 | Ludogorets Razgrad  | 1:1       | Chornomorets Odessa |
| 7 de noviembre de 2013 | Philips Stadion                  | PSV Eindhoven       | 2:0       | Dinamo Zagreb       |
| 28 de noviembre de 2013 | Ludogorets Arena                 | Ludogorets Razgrad  | 2:0       | PSV Eindhoven       |
| 28 de noviembre de 2013 | Estadio Tsentralnyi-Chernomorets | Chornomorets Odessa | 2:1       | Dinamo Zagreb       |
| 12 de diciembre de 2013 | Stadion Maksimir                 | Dinamo Zagreb       | 1:2       | Ludogorets Razgrad  |
| 12 de diciembre de 2013 | Philips Stadion                  | PSV Eindhoven       | 0:1       | Chornomorets Odessa |

### Grupo C
| Equipo             | Pts | PJ | PG | PE | PP | GF | GC | Dif |
| ------------------ | --- | -- | -- | -- | -- | -- | -- | --- |
| Red Bull Salzburgo | 18  | 6  | 6  | 0  | 0  | 15 | 3  | +12 |
| Esbjerg            | 12  | 6  | 4  | 0  | 2  | 8  | 8  | 0   |
| Elfsborg           | 4   | 6  | 1  | 1  | 4  | 5  | 10 | -5  |
| Standard Liège     | 1   | 6  | 0  | 1  | 5  | 6  | 13 | -7  |

| \| Fecha \| Estadio \| Local \| Resultado \| Visitante \| \| ------------------------ \| ------------------------ \| ------------------ \| --------- \| ------------------ \| \| 19 de septiembre de 2013 \| Red Bull Arena \| Red Bull Salzburgo \| 4:0 \| Elfsborg \| \| 19 de septiembre de 2013 \| Estadio Maurice Dufrasne \| Standard Lieja \| 1:2 \| Esbjerg \| \| 3 de octubre de 2013 \| Blue Water Arena \| Esbjerg \| 1:2 \| Red Bull Salzburgo \| \| 3 de octubre de 2013 \| Borås Arena \| Elfsborg \| 1:1 \| Standard Lieja \| \| 24 de octubre de 2013 \| Borås Arena \| Elfsborg \| 1:2 \| Esbjerg \| \| 24 de octubre de 2013 \| Red Bull Arena \| Red Bull Salzburgo \| 2:1 \| Standard Lieja \| \| 7 de noviembre de 2013 \| Blue Water Arena \| Esbjerg \| 1:0 \| Elfsborg \| \| 7 de noviembre de 2013 \| Estadio Maurice Dufrasne \| Standard Lieja \| 1:3 \| Red Bull Salzburgo \| \| 28 de noviembre de 2013 \| Blue Water Arena \| Esbjerg \| 2:1 \| Standard Lieja \| \| 28 de noviembre de 2013 \| Borås Arena \| Elfsborg \| 0:1 \| Red Bull Salzburgo \| \| 12 de diciembre de 2013 \| Red Bull Arena \| Red Bull Salzburgo \| 3:0 \| Esbjerg \| \| 12 de diciembre de 2013 \| Estadio Maurice Dufrasne \| Standard Lieja \| 1:3 \| Elfsborg \| |                          |                    |           |                    |
| Fecha | Estadio                  | Local              | Resultado | Visitante          |
| 19 de septiembre de 2013 | Red Bull Arena           | Red Bull Salzburgo | 4:0       | Elfsborg           |
| 19 de septiembre de 2013 | Estadio Maurice Dufrasne | Standard Lieja     | 1:2       | Esbjerg            |
| 3 de octubre de 2013 | Blue Water Arena         | Esbjerg            | 1:2       | Red Bull Salzburgo |
| 3 de octubre de 2013 | Borås Arena              | Elfsborg           | 1:1       | Standard Lieja     |
| 24 de octubre de 2013 | Borås Arena              | Elfsborg           | 1:2       | Esbjerg            |
| 24 de octubre de 2013 | Red Bull Arena           | Red Bull Salzburgo | 2:1       | Standard Lieja     |
| 7 de noviembre de 2013 | Blue Water Arena         | Esbjerg            | 1:0       | Elfsborg           |
| 7 de noviembre de 2013 | Estadio Maurice Dufrasne | Standard Lieja     | 1:3       | Red Bull Salzburgo |
| 28 de noviembre de 2013 | Blue Water Arena         | Esbjerg            | 2:1       | Standard Lieja     |
| 28 de noviembre de 2013 | Borås Arena              | Elfsborg           | 0:1       | Red Bull Salzburgo |
| 12 de diciembre de 2013 | Red Bull Arena           | Red Bull Salzburgo | 3:0       | Esbjerg            |
| 12 de diciembre de 2013 | Estadio Maurice Dufrasne | Standard Lieja     | 1:3       | Elfsborg           |

### Grupo D
| Equipo         | Pts | PJ | PG | PE | PP | GF | GC | Dif |
| -------------- | --- | -- | -- | -- | -- | -- | -- | --- |
| Rubin Kazán    | 14  | 6  | 4  | 2  | 0  | 14 | 4  | +10 |
| Maribor        | 7   | 6  | 2  | 1  | 3  | 9  | 12 | -3  |
| Zulte Waregem  | 7   | 6  | 2  | 1  | 3  | 4  | 10 | -6  |
| Wigan Athletic | 5   | 6  | 1  | 2  | 3  | 6  | 7  | -1  |

| \| Fecha \| Estadio \| Local \| Resultado \| Visitante \| \| ------------------------ \| ------------------- \| -------------- \| --------- \| -------------- \| \| 19 de septiembre de 2013 \| Regenboogstadion \| Zulte Waregem \| 0:0 \| Wigan Athletic \| \| 19 de septiembre de 2013 \| Stadion Ljudski vrt \| Maribor \| 2:5 \| Rubin Kazán \| \| 3 de octubre de 2013 \| Centralny \| Rubin Kazán \| 4:0 \| Zulte Waregem \| \| 3 de octubre de 2013 \| DW Stadium \| Wigan Athletic \| 3:1 \| Maribor \| \| 24 de octubre de 2013 \| DW Stadium \| Wigan Athletic \| 1:1 \| Rubin Kazán \| \| 24 de octubre de 2013 \| Regenboogstadion \| Zulte Waregem \| 1:3 \| Maribor \| \| 7 de noviembre de 2013 \| Centralny \| Rubin Kazán \| 1:0 \| Wigan Athletic \| \| 7 de noviembre de 2013 \| Stadion Ljudski vrt \| Maribor \| 0:1 \| Zulte Waregem \| \| 28 de noviembre de 2013 \| Centralny \| Rubin Kazán \| 1:1 \| Maribor \| \| 28 de noviembre de 2013 \| DW Stadium \| Wigan Athletic \| 1:2 \| Zulte Waregem \| \| 12 de diciembre de 2013 \| Regenboogstadion \| Zulte Waregem \| 0:2 \| Rubin Kazán \| \| 12 de diciembre de 2013 \| Stadion Ljudski vrt \| Maribor \| 2:1 \| Wigan Athletic \| |                     |                |           |                |
| Fecha | Estadio             | Local          | Resultado | Visitante      |
| 19 de septiembre de 2013 | Regenboogstadion    | Zulte Waregem  | 0:0       | Wigan Athletic |
| 19 de septiembre de 2013 | Stadion Ljudski vrt | Maribor        | 2:5       | Rubin Kazán    |
| 3 de octubre de 2013 | Centralny           | Rubin Kazán    | 4:0       | Zulte Waregem  |
| 3 de octubre de 2013 | DW Stadium          | Wigan Athletic | 3:1       | Maribor        |
| 24 de octubre de 2013 | DW Stadium          | Wigan Athletic | 1:1       | Rubin Kazán    |
| 24 de octubre de 2013 | Regenboogstadion    | Zulte Waregem  | 1:3       | Maribor        |
| 7 de noviembre de 2013 | Centralny           | Rubin Kazán    | 1:0       | Wigan Athletic |
| 7 de noviembre de 2013 | Stadion Ljudski vrt | Maribor        | 0:1       | Zulte Waregem  |
| 28 de noviembre de 2013 | Centralny           | Rubin Kazán    | 1:1       | Maribor        |
| 28 de noviembre de 2013 | DW Stadium          | Wigan Athletic | 1:2       | Zulte Waregem  |
| 12 de diciembre de 2013 | Regenboogstadion    | Zulte Waregem  | 0:2       | Rubin Kazán    |
| 12 de diciembre de 2013 | Stadion Ljudski vrt | Maribor        | 2:1       | Wigan Athletic |

### Grupo E
| Equipo                | Pts | PJ | PG | PE | PP | GF | GC | Dif |
| --------------------- | --- | -- | -- | -- | -- | -- | -- | --- |
| Fiorentina            | 16  | 6  | 5  | 1  | 0  | 12 | 3  | +9  |
| Dnipro Dnipropetrovsk | 12  | 6  | 4  | 0  | 2  | 11 | 5  | +6  |
| Paços Ferreira        | 3   | 6  | 0  | 3  | 3  | 1  | 8  | -7  |
| Pandurii Târgu Jiu    | 2   | 6  | 0  | 2  | 4  | 3  | 11 | -8  |

| \| Fecha \| Estadio \| Local \| Resultado \| Visitante \| \| ------------------------ \| ---------------------------- \| --------------------- \| --------- \| --------------------- \| \| 19 de septiembre de 2013 \| Stadio Artemio Franchi \| Fiorentina \| 3:0 \| Paços Ferreira \| \| 19 de septiembre de 2013 \| Stadionul Tudor Vladimirescu \| Pandurii Târgu Jiu \| 0-1 \| Dnipro Dnipropetrovsk \| \| 3 de octubre de 2013 \| Dnipro Arena \| Dnipro Dnipropetrovsk \| 1:2 \| Fiorentina \| \| 3 de octubre de 2013 \| Estádio Capital do Móvel \| Paços Ferreira \| 1:1 \| Pandurii Târgu Jiu \| \| 24 de octubre de 2013 \| Estádio Capital do Móvel \| Paços Ferreira \| 0:2 \| Dnipro Dnipropetrovsk \| \| 24 de octubre de 2013 \| Artemio Franchi \| Fiorentina \| 3:0 \| Pandurii Târgu Jiu \| \| 7 de noviembre de 2013 \| Dnipro Arena \| Dnipro Dnipropetrovsk \| 2:0 \| Paços Ferreira \| \| 7 de noviembre de 2013 \| Stadionul Tudor Vladimirescu \| Pandurii Târgu Jiu \| 1:2 \| Fiorentina \| \| 28 de noviembre de 2013 \| Dnipro Arena \| Dnipro Dnipropetrovsk \| 4:1 \| Pandurii Târgu Jiu \| \| 28 de noviembre de 2013 \| Estádio Capital do Móvel \| Paços Ferreira \| 0:0 \| Fiorentina \| \| 12 de diciembre de 2013 \| Stadio Artemio Franchi \| Fiorentina \| 2:1 \| Dnipro Dnipropetrovsk \| \| 12 de diciembre de 2013 \| Stadionul Tudor Vladimirescu \| Pandurii Târgu Jiu \| 0:0 \| Paços Ferreira \| |                              |                       |           |                       |
| Fecha | Estadio                      | Local                 | Resultado | Visitante             |
| 19 de septiembre de 2013 | Stadio Artemio Franchi       | Fiorentina            | 3:0       | Paços Ferreira        |
| 19 de septiembre de 2013 | Stadionul Tudor Vladimirescu | Pandurii Târgu Jiu    | 0-1       | Dnipro Dnipropetrovsk |
| 3 de octubre de 2013 | Dnipro Arena                 | Dnipro Dnipropetrovsk | 1:2       | Fiorentina            |
| 3 de octubre de 2013 | Estádio Capital do Móvel     | Paços Ferreira        | 1:1       | Pandurii Târgu Jiu    |
| 24 de octubre de 2013 | Estádio Capital do Móvel     | Paços Ferreira        | 0:2       | Dnipro Dnipropetrovsk |
| 24 de octubre de 2013 | Artemio Franchi              | Fiorentina            | 3:0       | Pandurii Târgu Jiu    |
| 7 de noviembre de 2013 | Dnipro Arena                 | Dnipro Dnipropetrovsk | 2:0       | Paços Ferreira        |
| 7 de noviembre de 2013 | Stadionul Tudor Vladimirescu | Pandurii Târgu Jiu    | 1:2       | Fiorentina            |
| 28 de noviembre de 2013 | Dnipro Arena                 | Dnipro Dnipropetrovsk | 4:1       | Pandurii Târgu Jiu    |
| 28 de noviembre de 2013 | Estádio Capital do Móvel     | Paços Ferreira        | 0:0       | Fiorentina            |
| 12 de diciembre de 2013 | Stadio Artemio Franchi       | Fiorentina            | 2:1       | Dnipro Dnipropetrovsk |
| 12 de diciembre de 2013 | Stadionul Tudor Vladimirescu | Pandurii Târgu Jiu    | 0:0       | Paços Ferreira        |

### Grupo F
| Equipo                | Pts | PJ | PG | PE | PP | GF | GC | Dif |
| --------------------- | --- | -- | -- | -- | -- | -- | -- | --- |
| Eintracht Frankfurt   | 15  | 6  | 5  | 0  | 1  | 13 | 4  | +9  |
| Maccabi Tel-Aviv      | 11  | 6  | 3  | 2  | 1  | 7  | 5  | +2  |
| APOEL Nicosia         | 5   | 6  | 1  | 2  | 3  | 3  | 8  | -5  |
| Girondins de Bordeaux | 3   | 6  | 1  | 0  | 5  | 4  | 10 | -6  |

| \| Fecha \| Estadio \| Local \| Resultado \| Visitante \| \| ------------------------ \| --------------------------- \| ----------------------- \| --------- \| -------------------- \| \| 19 de septiembre de 2013 \| Commerzbank-Arena \| Eintracht Fráncfort \| 3:0 \| Girondins de Burdeos \| \| 19 de septiembre de 2013 \| Bloomfield Stadium \| Maccabi Tel-Aviv \| 0:0 \| APOEL Nicosia \| \| 3 de octubre de 2013 \| Estadio GSP \| APOEL Nicosia \| 0:1 \| Eintracht Fráncfort \| \| 3 de octubre de 2013 \| Stade Jacques Chaban-Delmas \| FC Girondins de Burdeos \| 1:2 \| Maccabi Tel-Aviv \| \| 24 de octubre de 2013 \| Stade Jacques Chaban-Delmas \| Girondins de Burdeos \| 1:0 \| APOEL Nicosia \| \| 24 de octubre de 2013 \| Commerzbank-Arena \| Eintracht Fráncfort \| 2:0 \| Maccabi Tel-Aviv \| \| 7 de noviembre de 2013 \| Estadio GSP \| APOEL Nicosia \| 4:0 \| Girondins de Burdeos \| \| 7 de noviembre de 2013 \| Bloomfield Stadium \| Maccabi Tel-Aviv \| 4:2 \| Eintracht Fráncfort \| \| 28 de noviembre de 2013 \| Estadio GSP \| APOEL Nicosia \| 0:0 \| Maccabi Tel-Aviv \| \| 28 de noviembre de 2013 \| Stade Jacques Chaban-Delmas \| Girondins de Burdeos \| 0:1 \| Eintracht Fráncfort \| \| 12 de diciembre de 2013 \| Commerzbank-Arena \| Eintracht Fráncfort \| 2:0 \| APOEL Nicosia \| \| 12 de diciembre de 2013 \| Bloomfield Stadium \| Maccabi Tel-Aviv \| 1:0 \| Girondins de Burdeos \| |                             |                         |           |                      |
| Fecha | Estadio                     | Local                   | Resultado | Visitante            |
| 19 de septiembre de 2013 | Commerzbank-Arena           | Eintracht Fráncfort     | 3:0       | Girondins de Burdeos |
| 19 de septiembre de 2013 | Bloomfield Stadium          | Maccabi Tel-Aviv        | 0:0       | APOEL Nicosia        |
| 3 de octubre de 2013 | Estadio GSP                 | APOEL Nicosia           | 0:1       | Eintracht Fráncfort  |
| 3 de octubre de 2013 | Stade Jacques Chaban-Delmas | FC Girondins de Burdeos | 1:2       | Maccabi Tel-Aviv     |
| 24 de octubre de 2013 | Stade Jacques Chaban-Delmas | Girondins de Burdeos    | 1:0       | APOEL Nicosia        |
| 24 de octubre de 2013 | Commerzbank-Arena           | Eintracht Fráncfort     | 2:0       | Maccabi Tel-Aviv     |
| 7 de noviembre de 2013 | Estadio GSP                 | APOEL Nicosia           | 4:0       | Girondins de Burdeos |
| 7 de noviembre de 2013 | Bloomfield Stadium          | Maccabi Tel-Aviv        | 4:2       | Eintracht Fráncfort  |
| 28 de noviembre de 2013 | Estadio GSP                 | APOEL Nicosia           | 0:0       | Maccabi Tel-Aviv     |
| 28 de noviembre de 2013 | Stade Jacques Chaban-Delmas | Girondins de Burdeos    | 0:1       | Eintracht Fráncfort  |
| 12 de diciembre de 2013 | Commerzbank-Arena           | Eintracht Fráncfort     | 2:0       | APOEL Nicosia        |
| 12 de diciembre de 2013 | Bloomfield Stadium          | Maccabi Tel-Aviv        | 1:0       | Girondins de Burdeos |

### Grupo G
| Equipo         | Pts | PJ | PG | PE | PP | GF | GC | Dif |
| -------------- | --- | -- | -- | -- | -- | -- | -- | --- |
| KRC Genk       | 14  | 6  | 4  | 2  | 0  | 10 | 5  | +5  |
| Dinamo de Kiev | 10  | 6  | 3  | 1  | 2  | 11 | 7  | +4  |
| Rapid Viena    | 6   | 6  | 1  | 3  | 2  | 8  | 10 | -2  |
| Thun           | 3   | 6  | 1  | 0  | 5  | 3  | 10 | -7  |

| \| Fecha \| Estadio \| Local \| Resultado \| Visitante \| \| ------------------------ \| ------------------------ \| ----------- \| --------- \| ----------- \| \| 19 de septiembre de 2013 \| Estadio Olímpico de Kiev \| Dinamo Kiev \| 0:1 \| Genk \| \| 19 de septiembre de 2013 \| Stadion Lachen \| Thun \| 1:0 \| Rapid Viena \| \| 3 de octubre de 2013 \| Estadio Gerhard Hanappi \| Rapid Viena \| 2:2 \| Dinamo Kiev \| \| 3 de octubre de 2013 \| Fenix Stadion \| Genk \| 2:1 \| Thun \| \| 24 de octubre de 2013 \| Fenix Stadion \| Genk \| 1:1 \| Rapid Viena \| \| 24 de octubre de 2013 \| Estadio Olímpico de Kiev \| Dinamo Kiev \| 3:0 \| Thun \| \| 7 de noviembre de 2013 \| Estadio Gerhard Hanappi \| Rapid Viena \| 2:2 \| Genk \| \| 7 de noviembre de 2013 \| Stadion Lachen \| Thun \| 0:2 \| Dinamo Kiev \| \| 28 de noviembre de 2013 \| Estadio Gerhard Hanappi \| Rapid Viena \| 2:1 \| Thun \| \| 28 de noviembre de 2013 \| Fenix Stadion \| Genk \| 3:1 \| Dinamo Kiev \| \| 12 de diciembre de 2013 \| Estadio Olímpico de Kiev \| Dinamo Kiev \| 3:1 \| Rapid Viena \| \| 12 de diciembre de 2013 \| Stadion Lachen \| Thun \| 0:1 \| Genk \| |                          |             |           |             |
| Fecha | Estadio                  | Local       | Resultado | Visitante   |
| 19 de septiembre de 2013 | Estadio Olímpico de Kiev | Dinamo Kiev | 0:1       | Genk        |
| 19 de septiembre de 2013 | Stadion Lachen           | Thun        | 1:0       | Rapid Viena |
| 3 de octubre de 2013 | Estadio Gerhard Hanappi  | Rapid Viena | 2:2       | Dinamo Kiev |
| 3 de octubre de 2013 | Fenix Stadion            | Genk        | 2:1       | Thun        |
| 24 de octubre de 2013 | Fenix Stadion            | Genk        | 1:1       | Rapid Viena |
| 24 de octubre de 2013 | Estadio Olímpico de Kiev | Dinamo Kiev | 3:0       | Thun        |
| 7 de noviembre de 2013 | Estadio Gerhard Hanappi  | Rapid Viena | 2:2       | Genk        |
| 7 de noviembre de 2013 | Stadion Lachen           | Thun        | 0:2       | Dinamo Kiev |
| 28 de noviembre de 2013 | Estadio Gerhard Hanappi  | Rapid Viena | 2:1       | Thun        |
| 28 de noviembre de 2013 | Fenix Stadion            | Genk        | 3:1       | Dinamo Kiev |
| 12 de diciembre de 2013 | Estadio Olímpico de Kiev | Dinamo Kiev | 3:1       | Rapid Viena |
| 12 de diciembre de 2013 | Stadion Lachen           | Thun        | 0:1       | Genk        |

### Grupo H
| Equipo         | Pts | PJ | PG | PE | PP | GF | GC | Dif |
| -------------- | --- | -- | -- | -- | -- | -- | -- | --- |
| Sevilla        | 12  | 6  | 3  | 3  | 0  | 9  | 4  | +5  |
| Slovan Liberec | 9   | 6  | 2  | 3  | 1  | 9  | 8  | +1  |
| Friburgo       | 6   | 6  | 1  | 3  | 2  | 5  | 8  | -3  |
| Estoril Praia  | 3   | 6  | 0  | 3  | 3  | 5  | 8  | -3  |

| \| Fecha \| Estadio \| Local \| Resultado \| Visitante \| \| ------------------------ \| ------------------------------- \| -------------- \| --------- \| -------------- \| \| 19 de septiembre de 2013 \| Mage Solar Stadion \| Friburgo \| 2:2 \| Slovan Liberec \| \| 19 de septiembre de 2013 \| Estádio António Coimbra da Mota \| Estoril Praia \| 1:2 \| Sevilla \| \| 3 de octubre de 2013 \| Estadio Sánchez Pizjuán \| Sevilla \| 2:0 \| Friburgo \| \| 3 de octubre de 2013 \| Estadio U Nisy \| Slovan Liberec \| 2:1 \| Estoril Praia \| \| 24 de octubre de 2013 \| Estadio U Nisy \| Slovan Liberec \| 1:1 \| Sevilla \| \| 24 de octubre de 2013 \| Mage Solar Stadion \| Friburgo \| 1:1 \| Estoril Praia \| \| 7 de noviembre de 2013 \| Estadio Sánchez Pizjuán \| Sevilla \| 1:1 \| Slovan Liberec \| \| 7 de noviembre de 2013 \| Estádio António Coimbra da Mota \| Estoril Praia \| 0:0 \| Friburgo \| \| 28 de noviembre de 2013 \| Estadio Sánchez Pizjuán \| Sevilla \| 1:1 \| Estoril Praia \| \| 28 de noviembre de 2013 \| Estadio U Nisy \| Slovan Liberec \| 1:2 \| Friburgo \| \| 12 de diciembre de 2013 \| Mage Solar Stadion \| Friburgo \| 0:2 \| Sevilla \| \| 12 de diciembre de 2013 \| Estádio António Coimbra da Mota \| Estoril Praia \| 1:2 \| Slovan Liberec \| |                                 |                |           |                |
| Fecha | Estadio                         | Local          | Resultado | Visitante      |
| 19 de septiembre de 2013 | Mage Solar Stadion              | Friburgo       | 2:2       | Slovan Liberec |
| 19 de septiembre de 2013 | Estádio António Coimbra da Mota | Estoril Praia  | 1:2       | Sevilla        |
| 3 de octubre de 2013 | Estadio Sánchez Pizjuán         | Sevilla        | 2:0       | Friburgo       |
| 3 de octubre de 2013 | Estadio U Nisy                  | Slovan Liberec | 2:1       | Estoril Praia  |
| 24 de octubre de 2013 | Estadio U Nisy                  | Slovan Liberec | 1:1       | Sevilla        |
| 24 de octubre de 2013 | Mage Solar Stadion              | Friburgo       | 1:1       | Estoril Praia  |
| 7 de noviembre de 2013 | Estadio Sánchez Pizjuán         | Sevilla        | 1:1       | Slovan Liberec |
| 7 de noviembre de 2013 | Estádio António Coimbra da Mota | Estoril Praia  | 0:0       | Friburgo       |
| 28 de noviembre de 2013 | Estadio Sánchez Pizjuán         | Sevilla        | 1:1       | Estoril Praia  |
| 28 de noviembre de 2013 | Estadio U Nisy                  | Slovan Liberec | 1:2       | Friburgo       |
| 12 de diciembre de 2013 | Mage Solar Stadion              | Friburgo       | 0:2       | Sevilla        |
| 12 de diciembre de 2013 | Estádio António Coimbra da Mota | Estoril Praia  | 1:2       | Slovan Liberec |

### Grupo I
| Equipo            | Pts | PJ | PG | PE | PP | GF | GC | Dif |
| ----------------- | --- | -- | -- | -- | -- | -- | -- | --- |
| Olympique de Lyon | 12  | 6  | 3  | 3  | 0  | 6  | 3  | +3  |
| Real Betis        | 9   | 6  | 2  | 3  | 1  | 3  | 2  | +1  |
| Vitória           | 5   | 6  | 1  | 2  | 3  | 7  | 6  | +1  |
| Rijeka            | 4   | 6  | 0  | 4  | 2  | 2  | 7  | -5  |

| \| Fecha \| Estadio \| Local \| Resultado \| Visitante \| \| ------------------------ \| ---------------------------- \| ----------------- \| --------- \| ----------------- \| \| 19 de septiembre de 2013 \| Estadio Benito Villamarín \| Real Betis \| 0:0 \| Olympique de Lyon \| \| 19 de septiembre de 2013 \| Estadio Dom Afonso Henriques \| Vitória Guimarães \| 4:0 \| Rijeka \| \| 3 de octubre de 2013 \| Estadio Kantrida \| Rijeka \| 1:1 \| Real Betis \| \| 3 de octubre de 2013 \| Stade Gerland \| Olympique de Lyon \| 1:1 \| Vitória Guimarães \| \| 24 de octubre de 2013 \| Stade Gerland \| Olympique de Lyon \| 1:0 \| Rijeka \| \| 24 de octubre de 2013 \| Estadio Benito Villamarín \| Real Betis \| 1:0 \| Vitória Guimarães \| \| 7 de noviembre de 2013 \| Estadio Kantrida \| Rijeka \| 1:1 \| Olympique de Lyon \| \| 7 de noviembre de 2013 \| Estadio Dom Afonso Henriques \| Vitória Guimarães \| 0:1 \| Real Betis \| \| 28 de noviembre de 2013 \| Estadio Kantrida \| Rijeka \| 0:0 \| Vitória Guimarães \| \| 28 de noviembre de 2013 \| Stade Gerland \| Olympique de Lyon \| 1:0 \| Real Betis \| \| 12 de diciembre de 2013 \| Estadio Benito Villamarín \| Real Betis \| 0:0 \| Rijeka \| \| 12 de diciembre de 2013 \| Estadio Dom Afonso Henriques \| Vitória Guimarães \| 1:2 \| Olympique de Lyon \| |                              |                   |           |                   |
| Fecha | Estadio                      | Local             | Resultado | Visitante         |
| 19 de septiembre de 2013 | Estadio Benito Villamarín    | Real Betis        | 0:0       | Olympique de Lyon |
| 19 de septiembre de 2013 | Estadio Dom Afonso Henriques | Vitória Guimarães | 4:0       | Rijeka            |
| 3 de octubre de 2013 | Estadio Kantrida             | Rijeka            | 1:1       | Real Betis        |
| 3 de octubre de 2013 | Stade Gerland                | Olympique de Lyon | 1:1       | Vitória Guimarães |
| 24 de octubre de 2013 | Stade Gerland                | Olympique de Lyon | 1:0       | Rijeka            |
| 24 de octubre de 2013 | Estadio Benito Villamarín    | Real Betis        | 1:0       | Vitória Guimarães |
| 7 de noviembre de 2013 | Estadio Kantrida             | Rijeka            | 1:1       | Olympique de Lyon |
| 7 de noviembre de 2013 | Estadio Dom Afonso Henriques | Vitória Guimarães | 0:1       | Real Betis        |
| 28 de noviembre de 2013 | Estadio Kantrida             | Rijeka            | 0:0       | Vitória Guimarães |
| 28 de noviembre de 2013 | Stade Gerland                | Olympique de Lyon | 1:0       | Real Betis        |
| 12 de diciembre de 2013 | Estadio Benito Villamarín    | Real Betis        | 0:0       | Rijeka            |
| 12 de diciembre de 2013 | Estadio Dom Afonso Henriques | Vitória Guimarães | 1:2       | Olympique de Lyon |

### Grupo J
| Equipo           | Pts | PJ | PG | PE | PP | GF | GC | Dif |
| ---------------- | --- | -- | -- | -- | -- | -- | -- | --- |
| Trabzonspor      | 14  | 6  | 4  | 2  | 0  | 13 | 6  | +7  |
| Lazio            | 12  | 6  | 3  | 3  | 0  | 8  | 4  | +4  |
| Apollon Limassol | 4   | 6  | 1  | 1  | 4  | 5  | 10 | -5  |
| Legia Warszawa   | 3   | 6  | 1  | 0  | 5  | 2  | 8  | -6  |

| \| Fecha \| Estadio \| Local \| Resultado \| Visitante \| \| ------------------------ \| --------------------------- \| ---------------- \| --------- \| ---------------- \| \| 19 de septiembre de 2013 \| Tsirion Stadium \| Apollon Limassol \| 1:2 \| Trabzonspor \| \| 19 de septiembre de 2013 \| Stadio Olimpico di Roma \| Lazio \| 1:0 \| Legia Varsovia \| \| 3 de octubre de 2013 \| Estadio del Ejército Polaco \| Legia Varsovia \| 0:1 \| Apollon Limassol \| \| 3 de octubre de 2013 \| Estadio Hüseyin Avni Aker \| Trabzonspor \| 3:3 \| Lazio \| \| 24 de octubre de 2013 \| Estadio Hüseyin Avni Aker \| Trabzonspor \| 2:0 \| Legia Varsovia \| \| 24 de octubre de 2013 \| Tsirion Stadium \| Apollon Limassol \| 0:0 \| Lazio \| \| 7 de noviembre de 2013 \| Estadio del Ejército Polaco \| Legia Varsovia \| 0:2 \| Trabzonspor \| \| 7 de noviembre de 2013 \| Stadio Olimpico de Roma \| Lazio \| 2:1 \| Apollon Limassol \| \| 28 de noviembre de 2013 \| Estadio del Ejército Polaco \| Legia Varsovia \| 0:2 \| Lazio \| \| 28 de noviembre de 2013 \| Estadio Hüseyin Avni Aker \| Trabzonspor \| 4:2 \| Apollon Limassol \| \| 12 de diciembre de 2013 \| Tsirion Stadium \| Apollon Limassol \| 0:2 \| Legia Varsovia \| \| 12 de diciembre de 2013 \| Stadio Olimpico de Roma \| Lazio \| 0:0 \| Trabzonspor \| |                             |                  |           |                  |
| Fecha | Estadio                     | Local            | Resultado | Visitante        |
| 19 de septiembre de 2013 | Tsirion Stadium             | Apollon Limassol | 1:2       | Trabzonspor      |
| 19 de septiembre de 2013 | Stadio Olimpico di Roma     | Lazio            | 1:0       | Legia Varsovia   |
| 3 de octubre de 2013 | Estadio del Ejército Polaco | Legia Varsovia   | 0:1       | Apollon Limassol |
| 3 de octubre de 2013 | Estadio Hüseyin Avni Aker   | Trabzonspor      | 3:3       | Lazio            |
| 24 de octubre de 2013 | Estadio Hüseyin Avni Aker   | Trabzonspor      | 2:0       | Legia Varsovia   |
| 24 de octubre de 2013 | Tsirion Stadium             | Apollon Limassol | 0:0       | Lazio            |
| 7 de noviembre de 2013 | Estadio del Ejército Polaco | Legia Varsovia   | 0:2       | Trabzonspor      |
| 7 de noviembre de 2013 | Stadio Olimpico de Roma     | Lazio            | 2:1       | Apollon Limassol |
| 28 de noviembre de 2013 | Estadio del Ejército Polaco | Legia Varsovia   | 0:2       | Lazio            |
| 28 de noviembre de 2013 | Estadio Hüseyin Avni Aker   | Trabzonspor      | 4:2       | Apollon Limassol |
| 12 de diciembre de 2013 | Tsirion Stadium             | Apollon Limassol | 0:2       | Legia Varsovia   |
| 12 de diciembre de 2013 | Stadio Olimpico de Roma     | Lazio            | 0:0       | Trabzonspor      |

### Grupo K
| Equipo            | Pts | PJ | PG | PE | PP | GF | GC | Dif |
| ----------------- | --- | -- | -- | -- | -- | -- | -- | --- |
| Tottenham Hotspur | 18  | 6  | 6  | 0  | 0  | 15 | 2  | +13 |
| Anzhí Majachkalá  | 8   | 6  | 2  | 2  | 2  | 4  | 7  | -3  |
| Sheriff Tiraspol  | 6   | 6  | 1  | 3  | 2  | 5  | 6  | -1  |
| Tromsø            | 1   | 6  | 0  | 1  | 5  | 1  | 10 | -9  |

| \| Fecha \| Estadio \| Local \| Resultado \| Visitante \| \| ------------------------ \| ----------------- \| ----------------- \| --------- \| ----------------- \| \| 19 de septiembre de 2013 \| Stadionul Sheriff \| Sheriff Tiraspol \| 0:0 \| Anzhí Majachkalá \| \| 19 de septiembre de 2013 \| White Hart Lane \| Tottenham Hotspur \| 3:0 \| Tromsø \| \| 3 de octubre de 2013 \| Alfheim Stadion \| Tromsø \| 1:1 \| Sheriff Tiraspol \| \| 3 de octubre de 2013 \| Anzhi-Arena \| Anzhí Majachkalá \| 0:2 \| Tottenham Hotspur \| \| 24 de octubre de 2013 \| Anzhi-Arena \| Anzhí Majachkalá \| 1:0 \| Tromsø \| \| 24 de octubre de 2013 \| Stadionul Sheriff \| Sheriff Tiraspol \| 0:2 \| Tottenham Hotspur \| \| 7 de noviembre de 2013 \| Alfheim Stadion \| Tromsø \| 0:1 \| Anzhí Majachkalá \| \| 7 de noviembre de 2013 \| White Hart Lane \| Tottenham Hotspur \| 2:1 \| Sheriff Tiraspol \| \| 28 de noviembre de 2013 \| Alfheim Stadion \| Tromsø \| 0:2 \| Tottenham Hotspur \| \| 28 de noviembre de 2013 \| Anzhi-Arena \| Anzhí Majachkalá \| 1:1 \| Sheriff Tiraspol \| \| 12 de diciembre de 2013 \| Stadionul Sheriff \| Sheriff Tiraspol \| 2:0 \| Tromsø \| \| 12 de diciembre de 2013 \| White Hart Lane \| Tottenham Hotspur \| 4:1 \| Anzhí Majachkalá \| |                   |                   |           |                   |
| Fecha | Estadio           | Local             | Resultado | Visitante         |
| 19 de septiembre de 2013 | Stadionul Sheriff | Sheriff Tiraspol  | 0:0       | Anzhí Majachkalá  |
| 19 de septiembre de 2013 | White Hart Lane   | Tottenham Hotspur | 3:0       | Tromsø            |
| 3 de octubre de 2013 | Alfheim Stadion   | Tromsø            | 1:1       | Sheriff Tiraspol  |
| 3 de octubre de 2013 | Anzhi-Arena       | Anzhí Majachkalá  | 0:2       | Tottenham Hotspur |
| 24 de octubre de 2013 | Anzhi-Arena       | Anzhí Majachkalá  | 1:0       | Tromsø            |
| 24 de octubre de 2013 | Stadionul Sheriff | Sheriff Tiraspol  | 0:2       | Tottenham Hotspur |
| 7 de noviembre de 2013 | Alfheim Stadion   | Tromsø            | 0:1       | Anzhí Majachkalá  |
| 7 de noviembre de 2013 | White Hart Lane   | Tottenham Hotspur | 2:1       | Sheriff Tiraspol  |
| 28 de noviembre de 2013 | Alfheim Stadion   | Tromsø            | 0:2       | Tottenham Hotspur |
| 28 de noviembre de 2013 | Anzhi-Arena       | Anzhí Majachkalá  | 1:1       | Sheriff Tiraspol  |
| 12 de diciembre de 2013 | Stadionul Sheriff | Sheriff Tiraspol  | 2:0       | Tromsø            |
| 12 de diciembre de 2013 | White Hart Lane   | Tottenham Hotspur | 4:1       | Anzhí Majachkalá  |

### Grupo L
| Equipo             | Pts | PJ | PG | PE | PP | GF | GC | Dif |
| ------------------ | --- | -- | -- | -- | -- | -- | -- | --- |
| AZ Alkmaar         | 12  | 6  | 3  | 3  | 0  | 8  | 4  | +4  |
| PAOK Salónica      | 12  | 6  | 3  | 3  | 0  | 10 | 6  | +4  |
| Maccabi Haifa      | 5   | 6  | 1  | 2  | 3  | 6  | 9  | -3  |
| Shakhter Karagandy | 2   | 6  | 0  | 2  | 4  | 5  | 10 | -5  |

| \| Fecha \| Estadio \| Local \| Resultado \| Visitante \| \| ------------------------ \| ---------------------- \| ------------------ \| --------- \| ------------------ \| \| 19 de septiembre de 2013 \| Estadio La Tumba \| PAOK Salónica \| 2:1 \| Shakhter Karagandy \| \| 19 de septiembre de 2013 \| Estadio Kiryat Eliezer \| Maccabi Haifa \| 0:1 \| AZ Alkmaar \| \| 3 de octubre de 2013 \| AFAS Stadion \| AZ Alkmaar \| 1:1 \| PAOK Salónica \| \| 3 de octubre de 2013 \| Estadio Shakhtyor \| Shakhter Karagandy \| 2:2 \| Maccabi Haifa \| \| 24 de octubre de 2013 \| Estadio Shakhtyor \| Shakhter Karagandy \| 1:1 \| AZ Alkmaar \| \| 24 de octubre de 2013 \| Estadio La Tumba \| PAOK Salónica \| 3:2 \| Maccabi Haifa \| \| 7 de noviembre de 2013 \| AFAS Stadion \| AZ Alkmaar \| 1:0 \| Shakhter Karagandy \| \| 7 de noviembre de 2013 \| Estadio Kiryat Eliezer \| Maccabi Haifa \| 0:0 \| PAOK Salónica \| \| 28 de noviembre de 2013 \| AFAS Stadion \| AZ Alkmaar \| 2:0 \| Maccabi Haifa \| \| 28 de noviembre de 2013 \| Estadio Shakhtyor \| Shakhter Karagandy \| 0:2 \| PAOK Salónica \| \| 12 de diciembre de 2013 \| Estadio La Tumba \| PAOK Salónica \| 2:2 \| AZ Alkmaar \| \| 12 de diciembre de 2013 \| Estadio Kiryat Eliezer \| Maccabi Haifa \| 2:1 \| Shakhter Karagandy \| |                        |                    |           |                    |
| Fecha | Estadio                | Local              | Resultado | Visitante          |
| 19 de septiembre de 2013 | Estadio La Tumba       | PAOK Salónica      | 2:1       | Shakhter Karagandy |
| 19 de septiembre de 2013 | Estadio Kiryat Eliezer | Maccabi Haifa      | 0:1       | AZ Alkmaar         |
| 3 de octubre de 2013 | AFAS Stadion           | AZ Alkmaar         | 1:1       | PAOK Salónica      |
| 3 de octubre de 2013 | Estadio Shakhtyor      | Shakhter Karagandy | 2:2       | Maccabi Haifa      |
| 24 de octubre de 2013 | Estadio Shakhtyor      | Shakhter Karagandy | 1:1       | AZ Alkmaar         |
| 24 de octubre de 2013 | Estadio La Tumba       | PAOK Salónica      | 3:2       | Maccabi Haifa      |
| 7 de noviembre de 2013 | AFAS Stadion           | AZ Alkmaar         | 1:0       | Shakhter Karagandy |
| 7 de noviembre de 2013 | Estadio Kiryat Eliezer | Maccabi Haifa      | 0:0       | PAOK Salónica      |
| 28 de noviembre de 2013 | AFAS Stadion           | AZ Alkmaar         | 2:0       | Maccabi Haifa      |
| 28 de noviembre de 2013 | Estadio Shakhtyor      | Shakhter Karagandy | 0:2       | PAOK Salónica      |
| 12 de diciembre de 2013 | Estadio La Tumba       | PAOK Salónica      | 2:2       | AZ Alkmaar         |
| 12 de diciembre de 2013 | Estadio Kiryat Eliezer | Maccabi Haifa      | 2:1       | Shakhter Karagandy |

## Segunda fase
La fase final de la competición se disputa en eliminatorias a doble partido, salvo la final, jugada a partido único. En estos encuentros rige la regla del gol de visitante, que determina que el equipo que haya marcado más goles como visitante gana la eliminatoria si hay empate en la diferencia de goles. En caso de estar la eliminatoria empatada tras los 180 minutos de ambos partidos se disputará una prórroga de 30 minutos, y si esta termina sin goles la eliminatoria se decidirá en una tanda de penales.

### Equipos clasificados
| 1º bombo (Cabezas de serie) | 2º bombo              |
| --------------------------- | --------------------- |
| Valencia                    | Ajax                  |
| Ludogorets Razgrad          | Juventus              |
| Red Bull Salzburgo          | Porto                 |
| Rubin Kazán                 | Viktoria Plzeň        |
| Fiorentina                  | Swansea City          |
| Eintracht Fráncfort         | Chornomorets Odessa   |
| KRC Genk                    | Esbjerg               |
| Sevilla                     | Maribor               |
| Olympique de Lyon           | Dnipro Dnipropetrovsk |
| Trabzonspor                 | Maccabi Tel Aviv      |
| Tottenham Hotspur           | Dinamo de Kiev        |
| AZ Alkmaar                  | Slovan Liberec        |
| Napoli                      | Real Betis            |
| Benfica                     | Lazio                 |
| Shakhtar Donetsk            | Anzhí Majachkalá      |
| Basel                       | PAOK Salónica         |

### Dieciseisavos de final
El sorteo para los dieciseisavos y los octavos de final de la UEFA Europa League 2013/14 se celebró el lunes 16 de diciembre de 2013 a las 13:00 h (CET) en la sede de la UEFA en Nyon, Suiza. Los partidos tendrán lugar los días 20 y 27 de febrero de 2014.
| Equipo local ida      | Resultado | Equipo visitante ida | Ida | Vuelta |
| --------------------- | --------- | -------------------- | --- | ------ |
| Dnipro Dnipropetrovsk | 2:3       | Tottenham Hotspur    | 1:0 | 1:3    |
| Real Betis            | 3:1       | Rubin Kazán          | 1:1 | 2:0    |
| Swansea City          | 1:3       | Napoli               | 0:0 | 1:3    |
| Juventus              | 4:0       | Trabzonspor          | 2:0 | 2:0    |
| Maribor               | 3:4       | Sevilla              | 2:2 | 1:2    |
| Viktoria Plzeň        | 3:2       | Shakhtar Donetsk     | 1:1 | 2:1    |
| Chernomorets Odessa   | 0:1       | Olympique de Lyon    | 0:0 | 0:1    |
| Lazio                 | 3:4       | Ludogorets Razgrad   | 0:1 | 3:3    |
| Esbjerg               | 2:4       | Fiorentina           | 1:3 | 1:1    |
| Ajax                  | 1:6       | Red Bull Salzburgo   | 0:3 | 1:3    |
| Maccabi Tel Aviv      | 0:3       | Basel                | 0:0 | 0:3    |
| Porto                 | 5:5 (v.)  | Eintracht Fráncfort  | 2:2 | 3:3    |
| Anzhí Majachkalá      | 2:0       | Genk                 | 0:0 | 2:0    |
| Dinamo de Kiev        | 0:2       | Valencia             | 0:2 | 0:0    |
| PAOK Salónica         | 0:4       | Benfica              | 0:1 | 0:3    |
| Slovan Liberec        | 1:2       | AZ Alkmaar           | 0:1 | 1:1    |

## Fase final
Como novedad de esta temporada se da el caso del sorteo de la fase de semifinales, por lo que por primera vez en la competición, todas y cada una de las fases eliminatorias serán determinadas por sorteo.
|  | Dieciseisavos de final                                     | Dieciseisavos de final                                     | Dieciseisavos de final                                     | Dieciseisavos de final                                     |   |                    | Octavos de final                                       | Octavos de final                                       | Octavos de final                                       | Octavos de final                                       |  |                   | Cuartos de final                                      | Cuartos de final                                      | Cuartos de final                                      | Cuartos de final                                      |  |              | Semifinales                                          | Semifinales                                          | Semifinales                                          | Semifinales                                          |  |         | Final                                      | Final                                      |  |
|  | 20 de febrero de 2014 (ida) 27 de febrero de 2014 (vuelta) | 20 de febrero de 2014 (ida) 27 de febrero de 2014 (vuelta) | 20 de febrero de 2014 (ida) 27 de febrero de 2014 (vuelta) | 20 de febrero de 2014 (ida) 27 de febrero de 2014 (vuelta) |   |                    | 13 de marzo de 2014 (ida) 20 de marzo de 2014 (vuelta) | 13 de marzo de 2014 (ida) 20 de marzo de 2014 (vuelta) | 13 de marzo de 2014 (ida) 20 de marzo de 2014 (vuelta) | 13 de marzo de 2014 (ida) 20 de marzo de 2014 (vuelta) |  |                   | 3 de abril de 2014 (ida) 10 de abril de 2014 (vuelta) | 3 de abril de 2014 (ida) 10 de abril de 2014 (vuelta) | 3 de abril de 2014 (ida) 10 de abril de 2014 (vuelta) | 3 de abril de 2014 (ida) 10 de abril de 2014 (vuelta) |  |              | 24 de abril de 2014 (ida) 1 de mayo de 2014 (vuelta) | 24 de abril de 2014 (ida) 1 de mayo de 2014 (vuelta) | 24 de abril de 2014 (ida) 1 de mayo de 2014 (vuelta) | 24 de abril de 2014 (ida) 1 de mayo de 2014 (vuelta) |  |         | 14 de mayo de 2014 Juventus Stadium, Turín | 14 de mayo de 2014 Juventus Stadium, Turín |  |
|  |                                                            |                                                            |                                                            |                                                            |   |                    |                                                        |                                                        |                                                        |                                                        |  |                   |                                                       |                                                       |                                                       |                                                       |  |              |                                                      |                                                      |                                                      |                                                      |  |         |                                            |                                            |  |
|  |                                                            |                                                            |                                                            |                                                            |   |                    |                                                        |                                                        |                                                        |                                                        |  |                   |                                                       |                                                       |                                                       |                                                       |  |              |                                                      |                                                      |                                                      |                                                      |  |         |                                            |                                            |  |
|  | Slovan Liberec                                             | 0                                                          | 1                                                          | 1                                                          |   |                    |                                                        |                                                        |                                                        |                                                        |  |                   |                                                       |                                                       |                                                       |                                                       |  |              |                                                      |                                                      |                                                      |                                                      |  |         |                                            |                                            |  |
|  | Slovan Liberec                                             | 0                                                          | 1                                                          | 1                                                          |   |                    |                                                        |                                                        |                                                        |                                                        |  |                   |                                                       |                                                       |                                                       |                                                       |  |              |                                                      |                                                      |                                                      |                                                      |  |         |                                            |                                            |  |
|  | AZ Alkmaar                                                 | 1                                                          | 1                                                          | 2                                                          |   |                    |                                                        |                                                        |                                                        |                                                        |  |                   |                                                       |                                                       |                                                       |                                                       |  |              |                                                      |                                                      |                                                      |                                                      |  |         |                                            |                                            |  |
|  | AZ Alkmaar                                                 | 1                                                          | 1                                                          | 2                                                          |   | AZ Alkmaar         | 1                                                      | 0                                                      | 1                                                      |                                                        |  |                   |                                                       |                                                       |                                                       |                                                       |  |              |                                                      |                                                      |                                                      |                                                      |  |         |                                            |                                            |  |
|  |                                                            |                                                            |                                                            |                                                            |   | AZ Alkmaar         | 1                                                      | 0                                                      | 1                                                      |                                                        |  |                   |                                                       |                                                       |                                                       |                                                       |  |              |                                                      |                                                      |                                                      |                                                      |  |         |                                            |                                            |  |
|  |                                                            |                                                            | Anzhí Majachkalá                                           | 0                                                          | 0 | 0                  |                                                        |                                                        |                                                        |                                                        |  |                   |                                                       |                                                       |                                                       |                                                       |  |              |                                                      |                                                      |                                                      |                                                      |  |         |                                            |                                            |  |
|  | Anzhí Majachkalá                                           | 0                                                          | Anzhí Majachkalá                                           | 0                                                          | 0 | 0                  | 2                                                      | 2                                                      |                                                        |                                                        |  |                   |                                                       |                                                       |                                                       |                                                       |  |              |                                                      |                                                      |                                                      |                                                      |  |         |                                            |                                            |  |
|  | Anzhí Majachkalá                                           | 0                                                          |                                                            |                                                            |   |                    |                                                        |                                                        |                                                        |                                                        |  |                   |                                                       |                                                       |                                                       |                                                       |  |              |                                                      |                                                      |                                                      |                                                      |  |         |                                            |                                            |  |
|  | Genk                                                       | 0                                                          | 0                                                          | 0                                                          |   |                    |                                                        |                                                        |                                                        |                                                        |  |                   |                                                       |                                                       |                                                       |                                                       |  |              |                                                      |                                                      |                                                      |                                                      |  |         |                                            |                                            |  |
|  | Genk                                                       | 0                                                          | 0                                                          | 0                                                          |   |                    |                                                        |                                                        |                                                        |                                                        |  | AZ Alkmaar        | 0                                                     | 0                                                     | 0                                                     |                                                       |  |              |                                                      |                                                      |                                                      |                                                      |  |         |                                            |                                            |  |
|  |                                                            |                                                            |                                                            |                                                            |   |                    |                                                        |                                                        |                                                        |                                                        |  | AZ Alkmaar        | 0                                                     | 0                                                     | 0                                                     |                                                       |  |              |                                                      |                                                      |                                                      |                                                      |  |         |                                            |                                            |  |
|  |                                                            |                                                            | Benfica                                                    | 1                                                          | 2 | 3                  |                                                        |                                                        |                                                        |                                                        |  |                   |                                                       |                                                       |                                                       |                                                       |  |              |                                                      |                                                      |                                                      |                                                      |  |         |                                            |                                            |  |
|  | Dnipro Dnipropetrovsk                                      | 1                                                          | Benfica                                                    | 1                                                          | 2 | 3                  | 1                                                      | 2                                                      |                                                        |                                                        |  |                   |                                                       |                                                       |                                                       |                                                       |  |              |                                                      |                                                      |                                                      |                                                      |  |         |                                            |                                            |  |
|  | Dnipro Dnipropetrovsk                                      | 1                                                          |                                                            |                                                            |   |                    |                                                        |                                                        |                                                        |                                                        |  |                   |                                                       |                                                       |                                                       |                                                       |  |              |                                                      |                                                      |                                                      |                                                      |  |         |                                            |                                            |  |
|  | Tottenham Hotspur                                          | 0                                                          | 3                                                          | 3                                                          |   |                    |                                                        |                                                        |                                                        |                                                        |  |                   |                                                       |                                                       |                                                       |                                                       |  |              |                                                      |                                                      |                                                      |                                                      |  |         |                                            |                                            |  |
|  | Tottenham Hotspur                                          | 0                                                          | 3                                                          | 3                                                          |   | Tottenham Hotspur  | 1                                                      | 2                                                      | 3                                                      |                                                        |  |                   |                                                       |                                                       |                                                       |                                                       |  |              |                                                      |                                                      |                                                      |                                                      |  |         |                                            |                                            |  |
|  |                                                            |                                                            |                                                            |                                                            |   | Tottenham Hotspur  | 1                                                      | 2                                                      | 3                                                      |                                                        |  |                   |                                                       |                                                       |                                                       |                                                       |  |              |                                                      |                                                      |                                                      |                                                      |  |         |                                            |                                            |  |
|  |                                                            |                                                            | Benfica                                                    | 3                                                          | 2 | 5                  |                                                        |                                                        |                                                        |                                                        |  |                   |                                                       |                                                       |                                                       |                                                       |  |              |                                                      |                                                      |                                                      |                                                      |  |         |                                            |                                            |  |
|  | PAOK Salónica                                              | 0                                                          | Benfica                                                    | 3                                                          | 2 | 5                  | 0                                                      | 0                                                      |                                                        |                                                        |  |                   |                                                       |                                                       |                                                       |                                                       |  |              |                                                      |                                                      |                                                      |                                                      |  |         |                                            |                                            |  |
|  | PAOK Salónica                                              | 0                                                          |                                                            |                                                            |   |                    |                                                        |                                                        |                                                        |                                                        |  |                   |                                                       |                                                       |                                                       |                                                       |  |              |                                                      |                                                      |                                                      |                                                      |  |         |                                            |                                            |  |
|  | Benfica                                                    | 1                                                          | 3                                                          | 4                                                          |   |                    |                                                        |                                                        |                                                        |                                                        |  |                   |                                                       |                                                       |                                                       |                                                       |  |              |                                                      |                                                      |                                                      |                                                      |  |         |                                            |                                            |  |
|  | Benfica                                                    | 1                                                          | 3                                                          | 4                                                          |   |                    |                                                        |                                                        |                                                        |                                                        |  |                   |                                                       |                                                       |                                                       |                                                       |  | Benfica      | 2                                                    | 0                                                    | 2                                                    |                                                      |  |         |                                            |                                            |  |
|  |                                                            |                                                            |                                                            |                                                            |   |                    |                                                        |                                                        |                                                        |                                                        |  |                   |                                                       |                                                       |                                                       |                                                       |  | Benfica      | 2                                                    | 0                                                    | 2                                                    |                                                      |  |         |                                            |                                            |  |
|  |                                                            |                                                            | Juventus                                                   | 1                                                          | 0 | 1                  |                                                        |                                                        |                                                        |                                                        |  |                   |                                                       |                                                       |                                                       |                                                       |  |              |                                                      |                                                      |                                                      |                                                      |  |         |                                            |                                            |  |
|  | Chernomorets Odessa                                        | 0                                                          | Juventus                                                   | 1                                                          | 0 | 1                  | 0                                                      | 0                                                      |                                                        |                                                        |  |                   |                                                       |                                                       |                                                       |                                                       |  |              |                                                      |                                                      |                                                      |                                                      |  |         |                                            |                                            |  |
|  | Chernomorets Odessa                                        | 0                                                          |                                                            |                                                            |   |                    |                                                        |                                                        |                                                        |                                                        |  |                   |                                                       |                                                       |                                                       |                                                       |  |              |                                                      |                                                      |                                                      |                                                      |  |         |                                            |                                            |  |
|  | Olympique de Lyon                                          | 0                                                          | 1                                                          | 1                                                          |   |                    |                                                        |                                                        |                                                        |                                                        |  |                   |                                                       |                                                       |                                                       |                                                       |  |              |                                                      |                                                      |                                                      |                                                      |  |         |                                            |                                            |  |
|  | Olympique de Lyon                                          | 0                                                          | 1                                                          | 1                                                          |   | Olympique de Lyon  | 4                                                      | 1                                                      | 5                                                      |                                                        |  |                   |                                                       |                                                       |                                                       |                                                       |  |              |                                                      |                                                      |                                                      |                                                      |  |         |                                            |                                            |  |
|  |                                                            |                                                            |                                                            |                                                            |   | Olympique de Lyon  | 4                                                      | 1                                                      | 5                                                      |                                                        |  |                   |                                                       |                                                       |                                                       |                                                       |  |              |                                                      |                                                      |                                                      |                                                      |  |         |                                            |                                            |  |
|  |                                                            |                                                            | Viktoria Plzeň                                             | 1                                                          | 2 | 3                  |                                                        |                                                        |                                                        |                                                        |  |                   |                                                       |                                                       |                                                       |                                                       |  |              |                                                      |                                                      |                                                      |                                                      |  |         |                                            |                                            |  |
|  | Viktoria Plzeň                                             | 1                                                          | Viktoria Plzeň                                             | 1                                                          | 2 | 3                  | 2                                                      | 3                                                      |                                                        |                                                        |  |                   |                                                       |                                                       |                                                       |                                                       |  |              |                                                      |                                                      |                                                      |                                                      |  |         |                                            |                                            |  |
|  | Viktoria Plzeň                                             | 1                                                          |                                                            |                                                            |   |                    |                                                        |                                                        |                                                        |                                                        |  |                   |                                                       |                                                       |                                                       |                                                       |  |              |                                                      |                                                      |                                                      |                                                      |  |         |                                            |                                            |  |
|  | Shakhtar Donetsk                                           | 1                                                          | 1                                                          | 2                                                          |   |                    |                                                        |                                                        |                                                        |                                                        |  |                   |                                                       |                                                       |                                                       |                                                       |  |              |                                                      |                                                      |                                                      |                                                      |  |         |                                            |                                            |  |
|  | Shakhtar Donetsk                                           | 1                                                          | 1                                                          | 2                                                          |   |                    |                                                        |                                                        |                                                        |                                                        |  | Olympique de Lyon | 0                                                     | 1                                                     | 1                                                     |                                                       |  |              |                                                      |                                                      |                                                      |                                                      |  |         |                                            |                                            |  |
|  |                                                            |                                                            |                                                            |                                                            |   |                    |                                                        |                                                        |                                                        |                                                        |  | Olympique de Lyon | 0                                                     | 1                                                     | 1                                                     |                                                       |  |              |                                                      |                                                      |                                                      |                                                      |  |         |                                            |                                            |  |
|  |                                                            |                                                            | Juventus                                                   | 1                                                          | 2 | 3                  |                                                        |                                                        |                                                        |                                                        |  |                   |                                                       |                                                       |                                                       |                                                       |  |              |                                                      |                                                      |                                                      |                                                      |  |         |                                            |                                            |  |
|  | Juventus                                                   | 2                                                          | Juventus                                                   | 1                                                          | 2 | 3                  | 2                                                      | 4                                                      |                                                        |                                                        |  |                   |                                                       |                                                       |                                                       |                                                       |  |              |                                                      |                                                      |                                                      |                                                      |  |         |                                            |                                            |  |
|  | Juventus                                                   | 2                                                          |                                                            |                                                            |   |                    |                                                        |                                                        |                                                        |                                                        |  |                   |                                                       |                                                       |                                                       |                                                       |  |              |                                                      |                                                      |                                                      |                                                      |  |         |                                            |                                            |  |
|  | Trabzonspor                                                | 0                                                          | 0                                                          | 0                                                          |   |                    |                                                        |                                                        |                                                        |                                                        |  |                   |                                                       |                                                       |                                                       |                                                       |  |              |                                                      |                                                      |                                                      |                                                      |  |         |                                            |                                            |  |
|  | Trabzonspor                                                | 0                                                          | 0                                                          | 0                                                          |   | Juventus           | 1                                                      | 1                                                      | 2                                                      |                                                        |  |                   |                                                       |                                                       |                                                       |                                                       |  |              |                                                      |                                                      |                                                      |                                                      |  |         |                                            |                                            |  |
|  |                                                            |                                                            |                                                            |                                                            |   | Juventus           | 1                                                      | 1                                                      | 2                                                      |                                                        |  |                   |                                                       |                                                       |                                                       |                                                       |  |              |                                                      |                                                      |                                                      |                                                      |  |         |                                            |                                            |  |
|  |                                                            |                                                            | Fiorentina                                                 | 1                                                          | 0 | 1                  |                                                        |                                                        |                                                        |                                                        |  |                   |                                                       |                                                       |                                                       |                                                       |  |              |                                                      |                                                      |                                                      |                                                      |  |         |                                            |                                            |  |
|  | Esbjerg                                                    | 1                                                          | Fiorentina                                                 | 1                                                          | 0 | 1                  | 1                                                      | 2                                                      |                                                        |                                                        |  |                   |                                                       |                                                       |                                                       |                                                       |  |              |                                                      |                                                      |                                                      |                                                      |  |         |                                            |                                            |  |
|  | Esbjerg                                                    | 1                                                          |                                                            |                                                            |   |                    |                                                        |                                                        |                                                        |                                                        |  |                   |                                                       |                                                       |                                                       |                                                       |  |              |                                                      |                                                      |                                                      |                                                      |  |         |                                            |                                            |  |
|  | Fiorentina                                                 | 3                                                          | 1                                                          | 4                                                          |   |                    |                                                        |                                                        |                                                        |                                                        |  |                   |                                                       |                                                       |                                                       |                                                       |  |              |                                                      |                                                      |                                                      |                                                      |  |         |                                            |                                            |  |
|  | Fiorentina                                                 | 3                                                          | 1                                                          | 4                                                          |   |                    |                                                        |                                                        |                                                        |                                                        |  |                   |                                                       |                                                       |                                                       |                                                       |  |              |                                                      |                                                      |                                                      |                                                      |  | Benfica | 0 (2)                                      |                                            |  |
|  |                                                            |                                                            |                                                            |                                                            |   |                    |                                                        |                                                        |                                                        |                                                        |  |                   |                                                       |                                                       |                                                       |                                                       |  |              |                                                      |                                                      |                                                      |                                                      |  | Benfica | 0 (2)                                      |                                            |  |
|  |                                                            |                                                            | Sevilla                                                    | 0 (4)                                                      |   |                    |                                                        |                                                        |                                                        |                                                        |  |                   |                                                       |                                                       |                                                       |                                                       |  |              |                                                      |                                                      |                                                      |                                                      |  |         |                                            |                                            |  |
|  | Porto (v.)                                                 | 2                                                          | Sevilla                                                    | 0 (4)                                                      | 3 | 5                  |                                                        |                                                        |                                                        |                                                        |  |                   |                                                       |                                                       |                                                       |                                                       |  |              |                                                      |                                                      |                                                      |                                                      |  |         |                                            |                                            |  |
|  | Porto (v.)                                                 | 2                                                          |                                                            |                                                            |   |                    |                                                        |                                                        |                                                        |                                                        |  |                   |                                                       |                                                       |                                                       |                                                       |  |              |                                                      |                                                      |                                                      |                                                      |  |         |                                            |                                            |  |
|  | Eintracht Frankfurt                                        | 2                                                          | 3                                                          | 5                                                          |   |                    |                                                        |                                                        |                                                        |                                                        |  |                   |                                                       |                                                       |                                                       |                                                       |  |              |                                                      |                                                      |                                                      |                                                      |  |         |                                            |                                            |  |
|  | Eintracht Frankfurt                                        | 2                                                          | 3                                                          | 5                                                          |   | Porto              | 1                                                      | 2                                                      | 3                                                      |                                                        |  |                   |                                                       |                                                       |                                                       |                                                       |  |              |                                                      |                                                      |                                                      |                                                      |  |         |                                            |                                            |  |
|  |                                                            |                                                            |                                                            |                                                            |   | Porto              | 1                                                      | 2                                                      | 3                                                      |                                                        |  |                   |                                                       |                                                       |                                                       |                                                       |  |              |                                                      |                                                      |                                                      |                                                      |  |         |                                            |                                            |  |
|  |                                                            |                                                            | Napoli                                                     | 0                                                          | 2 | 2                  |                                                        |                                                        |                                                        |                                                        |  |                   |                                                       |                                                       |                                                       |                                                       |  |              |                                                      |                                                      |                                                      |                                                      |  |         |                                            |                                            |  |
|  | Swansea City                                               | 0                                                          | Napoli                                                     | 0                                                          | 2 | 2                  | 1                                                      | 1                                                      |                                                        |                                                        |  |                   |                                                       |                                                       |                                                       |                                                       |  |              |                                                      |                                                      |                                                      |                                                      |  |         |                                            |                                            |  |
|  | Swansea City                                               | 0                                                          |                                                            |                                                            |   |                    |                                                        |                                                        |                                                        |                                                        |  |                   |                                                       |                                                       |                                                       |                                                       |  |              |                                                      |                                                      |                                                      |                                                      |  |         |                                            |                                            |  |
|  | Napoli                                                     | 0                                                          | 3                                                          | 3                                                          |   |                    |                                                        |                                                        |                                                        |                                                        |  |                   |                                                       |                                                       |                                                       |                                                       |  |              |                                                      |                                                      |                                                      |                                                      |  |         |                                            |                                            |  |
|  | Napoli                                                     | 0                                                          | 3                                                          | 3                                                          |   |                    |                                                        |                                                        |                                                        |                                                        |  | Porto             | 1                                                     | 1                                                     | 2                                                     |                                                       |  |              |                                                      |                                                      |                                                      |                                                      |  |         |                                            |                                            |  |
|  |                                                            |                                                            |                                                            |                                                            |   |                    |                                                        |                                                        |                                                        |                                                        |  | Porto             | 1                                                     | 1                                                     | 2                                                     |                                                       |  |              |                                                      |                                                      |                                                      |                                                      |  |         |                                            |                                            |  |
|  |                                                            |                                                            | Sevilla                                                    | 0                                                          | 4 | 4                  |                                                        |                                                        |                                                        |                                                        |  |                   |                                                       |                                                       |                                                       |                                                       |  |              |                                                      |                                                      |                                                      |                                                      |  |         |                                            |                                            |  |
|  | Maribor                                                    | 2                                                          | Sevilla                                                    | 0                                                          | 4 | 4                  | 1                                                      | 3                                                      |                                                        |                                                        |  |                   |                                                       |                                                       |                                                       |                                                       |  |              |                                                      |                                                      |                                                      |                                                      |  |         |                                            |                                            |  |
|  | Maribor                                                    | 2                                                          |                                                            |                                                            |   |                    |                                                        |                                                        |                                                        |                                                        |  |                   |                                                       |                                                       |                                                       |                                                       |  |              |                                                      |                                                      |                                                      |                                                      |  |         |                                            |                                            |  |
|  | Sevilla                                                    | 2                                                          | 2                                                          | 4                                                          |   |                    |                                                        |                                                        |                                                        |                                                        |  |                   |                                                       |                                                       |                                                       |                                                       |  |              |                                                      |                                                      |                                                      |                                                      |  |         |                                            |                                            |  |
|  | Sevilla                                                    | 2                                                          | 2                                                          | 4                                                          |   | Sevilla (p.)       | 0                                                      | 2                                                      | 2 (4)                                                  |                                                        |  |                   |                                                       |                                                       |                                                       |                                                       |  |              |                                                      |                                                      |                                                      |                                                      |  |         |                                            |                                            |  |
|  |                                                            |                                                            |                                                            |                                                            |   | Sevilla (p.)       | 0                                                      | 2                                                      | 2 (4)                                                  |                                                        |  |                   |                                                       |                                                       |                                                       |                                                       |  |              |                                                      |                                                      |                                                      |                                                      |  |         |                                            |                                            |  |
|  |                                                            |                                                            | Real Betis                                                 | 2                                                          | 0 | 2 (3)              |                                                        |                                                        |                                                        |                                                        |  |                   |                                                       |                                                       |                                                       |                                                       |  |              |                                                      |                                                      |                                                      |                                                      |  |         |                                            |                                            |  |
|  | Real Betis                                                 | 1                                                          | Real Betis                                                 | 2                                                          | 0 | 2 (3)              | 2                                                      | 3                                                      |                                                        |                                                        |  |                   |                                                       |                                                       |                                                       |                                                       |  |              |                                                      |                                                      |                                                      |                                                      |  |         |                                            |                                            |  |
|  | Real Betis                                                 | 1                                                          |                                                            |                                                            |   |                    |                                                        |                                                        |                                                        |                                                        |  |                   |                                                       |                                                       |                                                       |                                                       |  |              |                                                      |                                                      |                                                      |                                                      |  |         |                                            |                                            |  |
|  | Rubin Kazán                                                | 1                                                          | 0                                                          | 1                                                          |   |                    |                                                        |                                                        |                                                        |                                                        |  |                   |                                                       |                                                       |                                                       |                                                       |  |              |                                                      |                                                      |                                                      |                                                      |  |         |                                            |                                            |  |
|  | Rubin Kazán                                                | 1                                                          | 0                                                          | 1                                                          |   |                    |                                                        |                                                        |                                                        |                                                        |  |                   |                                                       |                                                       |                                                       |                                                       |  | Sevilla (v.) | 2                                                    | 1                                                    | 3                                                    |                                                      |  |         |                                            |                                            |  |
|  |                                                            |                                                            |                                                            |                                                            |   |                    |                                                        |                                                        |                                                        |                                                        |  |                   |                                                       |                                                       |                                                       |                                                       |  | Sevilla (v.) | 2                                                    | 1                                                    | 3                                                    |                                                      |  |         |                                            |                                            |  |
|  |                                                            |                                                            | Valencia                                                   | 0                                                          | 3 | 3                  |                                                        |                                                        |                                                        |                                                        |  |                   |                                                       |                                                       |                                                       |                                                       |  |              |                                                      |                                                      |                                                      |                                                      |  |         |                                            |                                            |  |
|  | Maccabi Tel Aviv                                           | 0                                                          | Valencia                                                   | 0                                                          | 3 | 3                  | 0                                                      | 0                                                      |                                                        |                                                        |  |                   |                                                       |                                                       |                                                       |                                                       |  |              |                                                      |                                                      |                                                      |                                                      |  |         |                                            |                                            |  |
|  | Maccabi Tel Aviv                                           | 0                                                          |                                                            |                                                            |   |                    |                                                        |                                                        |                                                        |                                                        |  |                   |                                                       |                                                       |                                                       |                                                       |  |              |                                                      |                                                      |                                                      |                                                      |  |         |                                            |                                            |  |
|  | Basilea                                                    | 0                                                          | 3                                                          | 3                                                          |   |                    |                                                        |                                                        |                                                        |                                                        |  |                   |                                                       |                                                       |                                                       |                                                       |  |              |                                                      |                                                      |                                                      |                                                      |  |         |                                            |                                            |  |
|  | Basilea                                                    | 0                                                          | 3                                                          | 3                                                          |   | Basilea            | 0                                                      | 2                                                      | 2                                                      |                                                        |  |                   |                                                       |                                                       |                                                       |                                                       |  |              |                                                      |                                                      |                                                      |                                                      |  |         |                                            |                                            |  |
|  |                                                            |                                                            |                                                            |                                                            |   | Basilea            | 0                                                      | 2                                                      | 2                                                      |                                                        |  |                   |                                                       |                                                       |                                                       |                                                       |  |              |                                                      |                                                      |                                                      |                                                      |  |         |                                            |                                            |  |
|  |                                                            |                                                            | Red Bull Salzburgo                                         | 0                                                          | 1 | 1                  |                                                        |                                                        |                                                        |                                                        |  |                   |                                                       |                                                       |                                                       |                                                       |  |              |                                                      |                                                      |                                                      |                                                      |  |         |                                            |                                            |  |
|  | Ajax                                                       | 0                                                          | Red Bull Salzburgo                                         | 0                                                          | 1 | 1                  | 1                                                      | 1                                                      |                                                        |                                                        |  |                   |                                                       |                                                       |                                                       |                                                       |  |              |                                                      |                                                      |                                                      |                                                      |  |         |                                            |                                            |  |
|  | Ajax                                                       | 0                                                          |                                                            |                                                            |   |                    |                                                        |                                                        |                                                        |                                                        |  |                   |                                                       |                                                       |                                                       |                                                       |  |              |                                                      |                                                      |                                                      |                                                      |  |         |                                            |                                            |  |
|  | Red Bull Salzburgo                                         | 3                                                          | 3                                                          | 6                                                          |   |                    |                                                        |                                                        |                                                        |                                                        |  |                   |                                                       |                                                       |                                                       |                                                       |  |              |                                                      |                                                      |                                                      |                                                      |  |         |                                            |                                            |  |
|  | Red Bull Salzburgo                                         | 3                                                          | 3                                                          | 6                                                          |   |                    |                                                        |                                                        |                                                        |                                                        |  | Basilea           | 3                                                     | 0                                                     | 3                                                     |                                                       |  |              |                                                      |                                                      |                                                      |                                                      |  |         |                                            |                                            |  |
|  |                                                            |                                                            |                                                            |                                                            |   |                    |                                                        |                                                        |                                                        |                                                        |  | Basilea           | 3                                                     | 0                                                     | 3                                                     |                                                       |  |              |                                                      |                                                      |                                                      |                                                      |  |         |                                            |                                            |  |
|  |                                                            |                                                            | Valencia (t. s.)                                           | 0                                                          | 5 | 5                  |                                                        |                                                        |                                                        |                                                        |  |                   |                                                       |                                                       |                                                       |                                                       |  |              |                                                      |                                                      |                                                      |                                                      |  |         |                                            |                                            |  |
|  | Lazio                                                      | 0                                                          | Valencia (t. s.)                                           | 0                                                          | 5 | 5                  | 3                                                      | 3                                                      |                                                        |                                                        |  |                   |                                                       |                                                       |                                                       |                                                       |  |              |                                                      |                                                      |                                                      |                                                      |  |         |                                            |                                            |  |
|  | Lazio                                                      | 0                                                          |                                                            |                                                            |   |                    |                                                        |                                                        |                                                        |                                                        |  |                   |                                                       |                                                       |                                                       |                                                       |  |              |                                                      |                                                      |                                                      |                                                      |  |         |                                            |                                            |  |
|  | Ludogorets Razgrad                                         | 1                                                          | 3                                                          | 4                                                          |   |                    |                                                        |                                                        |                                                        |                                                        |  |                   |                                                       |                                                       |                                                       |                                                       |  |              |                                                      |                                                      |                                                      |                                                      |  |         |                                            |                                            |  |
|  | Ludogorets Razgrad                                         | 1                                                          | 3                                                          | 4                                                          |   | Ludogorets Razgrad | 0                                                      | 0                                                      | 0                                                      |                                                        |  |                   |                                                       |                                                       |                                                       |                                                       |  |              |                                                      |                                                      |                                                      |                                                      |  |         |                                            |                                            |  |
|  |                                                            |                                                            |                                                            |                                                            |   | Ludogorets Razgrad | 0                                                      | 0                                                      | 0                                                      |                                                        |  |                   |                                                       |                                                       |                                                       |                                                       |  |              |                                                      |                                                      |                                                      |                                                      |  |         |                                            |                                            |  |
|  |                                                            |                                                            | Valencia                                                   | 3                                                          | 1 | 4                  |                                                        |                                                        |                                                        |                                                        |  |                   |                                                       |                                                       |                                                       |                                                       |  |              |                                                      |                                                      |                                                      |                                                      |  |         |                                            |                                            |  |
|  | Dinamo de Kiev                                             | 0                                                          | Valencia                                                   | 3                                                          | 1 | 4                  | 0                                                      | 0                                                      |                                                        |                                                        |  |                   |                                                       |                                                       |                                                       |                                                       |  |              |                                                      |                                                      |                                                      |                                                      |  |         |                                            |                                            |  |
|  | Dinamo de Kiev                                             | 0                                                          |                                                            |                                                            |   |                    |                                                        |                                                        |                                                        |                                                        |  |                   |                                                       |                                                       |                                                       |                                                       |  |              |                                                      |                                                      |                                                      |                                                      |  |         |                                            |                                            |  |
|  | Valencia                                                   | 2                                                          | 0                                                          | 2                                                          |   |                    |                                                        |                                                        |                                                        |                                                        |  |                   |                                                       |                                                       |                                                       |                                                       |  |              |                                                      |                                                      |                                                      |                                                      |  |         |                                            |                                            |  |
|  | Valencia                                                   | 2                                                          | 0                                                          | 2                                                          |   |                    |                                                        |                                                        |                                                        |                                                        |  |                   |                                                       |                                                       |                                                       |                                                       |  |              |                                                      |                                                      |                                                      |                                                      |  |         |                                            |                                            |  |
|  |                                                            |                                                            |                                                            |                                                            |   |                    |                                                        |                                                        |                                                        |                                                        |  |                   |                                                       |                                                       |                                                       |                                                       |  |              |                                                      |                                                      |                                                      |                                                      |  |         |                                            |                                            |  |

### Octavos de final

#### AZ Alkmaar - Anzhí Majachkalá
| 13 de marzo de 2014 | AZ Alkmaar     | 1:0 (1:0) | Anzhí Majachkalá | AFAS Stadion, Alkmaar                                     |                                                           |
|                     | Jóhannsson 29' | Reporte   |                  | Asistencia: 9.653 espectadores Árbitro(s): Daniele Orsato | Asistencia: 9.653 espectadores Árbitro(s): Daniele Orsato |

| 20 de marzo de 2014 | Anzhí Majachkalá | 0:0     | AZ Alkmaar | Saturn Stadium, Ramenskoye                               |                                                          |
|                     |                  | Reporte |            | Asistencia: 3.000 espectadores Árbitro(s): Craig Thomson | Asistencia: 3.000 espectadores Árbitro(s): Craig Thomson |

#### Ludogorets Razgrad - Valencia
| 13 de marzo de 2014 | Ludogorets Razgrad | 0:3 (0:2) | Valencia                                  | Vasil Levski National Stadium, Sofia                       |                                                            |
|                     |                    | Reporte   | Barragán 5' · Cartabia 34' · Senderos 59' | Asistencia: 43.000 espectadores Árbitro(s): Clément Turpin | Asistencia: 43.000 espectadores Árbitro(s): Clément Turpin |

| 20 de marzo de 2014 | Valencia    | 1:0 (0:0) | Ludogorets Razgrad | Mestalla, Valencia                                                  |                                                                     |
|                     | Alcácer 59' | Reporte   |                    | Asistencia: 17.000 espectadores Árbitro(s): Anastasios Sidiropoulos | Asistencia: 17.000 espectadores Árbitro(s): Anastasios Sidiropoulos |

#### Porto - Napoli
| 13 de marzo de 2014 | Porto        | 1:0 (0:0) | Napoli | Estádio do Dragão, Porto                                   |                                                            |
|                     | Martínez 57' | Reporte   |        | Asistencia: 25.520 espectadores Árbitro(s): Pavel Královec | Asistencia: 25.520 espectadores Árbitro(s): Pavel Královec |

| 20 de marzo de 2014 | Napoli                    | 2:2 (1:0) | Porto                     | Stadio San Paolo, Nápoles                                   |                                                             |
|                     | Pandev 21' · Zapata 90+2' | Reporte   | Ghilas 69' · Quaresma 76' | Asistencia: 54.145 espectadores Árbitro(s): Martin Atkinson | Asistencia: 54.145 espectadores Árbitro(s): Martin Atkinson |

#### Olympique de Lyon - Viktoria Plzeň
| 13 de marzo de 2014 | Olympique de Lyon                            | 4:1 (1:1) | Viktoria Plzeň | Stade de Gerland, Lyon                                           |                                                                  |
|                     | Fofana 12' 70' · Lacazette 53' · Mvuemba 61' | Reporte   | Hořava 3'      | Asistencia: 28.2478 espectadores Árbitro(s): Antonio Mateu Lahoz | Asistencia: 28.2478 espectadores Árbitro(s): Antonio Mateu Lahoz |

| 20 de marzo de 2014 | Viktoria Plzeň           | 2:1 (0:1) | Olympique de Lyon | Doosan Arena, Plzeň                                          |                                                              |
|                     | Kolár 60' · Petržela 62' | Reporte   | Gomis 45+2'       | Asistencia: 10.352 espectadores Árbitro(s): Szymon Marciniak | Asistencia: 10.352 espectadores Árbitro(s): Szymon Marciniak |

#### Sevilla - Real Betis
| 13 de marzo de 2014 | Sevilla | 0:2 (0:1) | Real Betis                      | Ramón Sánchez Pizjuán, Sevilla                           |                                                          |
|                     |         | Reporte   | Léo Baptistão 15' · Sevilla 77' | Asistencia: 35.506 espectadores Árbitro(s): Cüneyt Çakır | Asistencia: 35.506 espectadores Árbitro(s): Cüneyt Çakır |

| 20 de marzo de 2014 | Real Betis                                      | 0:2 (0:2) (0:1) (0:0 t. s.)(3 – 4 p.) | Sevilla                                            | Benito Villamarín, Sevilla                                |                                                           |
|                     |                                                 | Reporte                               | Reyes 20' · Bacca 75'                              | Asistencia: 37.669 espectadores Árbitro(s): Pedro Proença | Asistencia: 37.669 espectadores Árbitro(s): Pedro Proença |
|                     |                                                 | Tiros desde el punto penal            |                                                    |                                                           |                                                           |
|                     | Rubén Castro · Sevilla · Amaya · N'Diaye · Nono |                                       | Vitolo · Coke Andújar · Gameiro · Moreno · Rakitić |                                                           |                                                           |

#### Tottenham Hotspur - Benfica
| 13 de marzo de 2014 | Tottenham Hotspur | 1:3 (0:1) | Benfica                      | White Hart Lane, Londres                                   |                                                            |
|                     | Eriksen 64'       | Reporte   | Rodrigo 29' · Luisão 58' 84' | Asistencia: 34.283 espectadores Árbitro(s): Jonas Eriksson | Asistencia: 34.283 espectadores Árbitro(s): Jonas Eriksson |

| 20 de marzo de 2014 | Benfica                | 2:2 (1:0) | Tottenham Hotspur | Estádio da Luz, Lisboa                                    |                                                           |
|                     | Garay 34' · Lima 90+5' | Reporte   | Chadli 78' 79'    | Asistencia: 40.000 espectadores Árbitro(s): Damir Skomina | Asistencia: 40.000 espectadores Árbitro(s): Damir Skomina |

#### Basel - Red Bull Salzburgo
| 13 de marzo de 2014 | Basel | 0:0     | Red Bull Salzburgo | St. Jakob-Park, Basel                                      |                                                            |
|                     |       | Reporte |                    | Asistencia: 17.027 espectadores Árbitro(s): Ovidiu Haţegan | Asistencia: 17.027 espectadores Árbitro(s): Ovidiu Haţegan |

| 20 de marzo de 2014 | Red Bull Salzburgo | 1:2 (1:0) | Basel                    | Red Bull Arena, Salzburgo                                |                                                          |
|                     | Soriano 22'        | Reporte   | Streller 50' · Sauro 60' | Asistencia: 29.320 espectadores Árbitro(s): Manuel Gräfe | Asistencia: 29.320 espectadores Árbitro(s): Manuel Gräfe |

#### Juventus - Fiorentina
| 13 de marzo de 2014 | Juventus | 1:1 (1:0) | Fiorentina | Juventus Stadium, Turín                                   |                                                           |
|                     | Vidal 3' | Reporte   | Gómez 79'  | Asistencia: 39.610 espectadores Árbitro(s): Björn Kuipers | Asistencia: 39.610 espectadores Árbitro(s): Björn Kuipers |

| 20 de marzo de 2014 | Fiorentina | 0:1 (0:0) | Juventus  | Stadio Artemio Franchi, Florencia                       |                                                         |
|                     |            | Reporte   | Pirlo 71' | Asistencia: 32.633 espectadores Árbitro(s): Howard Webb | Asistencia: 32.633 espectadores Árbitro(s): Howard Webb |

### Cuartos de final

#### AZ Alkmaar - Benfica
| 3 de abril de 2014 | AZ Alkmaar | 0:1 (0:0) | Benfica    | AFAS Stadion, Alkmaar                                         |                                                               |
|                    |            | Reporte   | Salvio 48' | Asistencia: 16.906 espectadores Árbitro(s): Svein Oddvar Moen | Asistencia: 16.906 espectadores Árbitro(s): Svein Oddvar Moen |

| 10 de abril de 2014 | Benfica         | 2:0 (1:0) | AZ Alkmaar | Estádio da Luz, Lisboa                                     |                                                            |
|                     | Rodrigo 39' 71' | Reporte   |            | Asistencia: 35.723 espectadores Árbitro(s): Pavel Královec | Asistencia: 35.723 espectadores Árbitro(s): Pavel Královec |

#### Olympique de Lyon - Juventus
| 3 de abril de 2014 | Olympique de Lyon | 0:1 (0:0) | Juventus    | Stade Gerland, Lyon                                        |                                                            |
|                    |                   | Reporte   | Bonucci 85' | Asistencia: 37.084 espectadores Árbitro(s): William Collum | Asistencia: 37.084 espectadores Árbitro(s): William Collum |

| 10 de abril de 2014 | Juventus              | 2:1 (1:1) | Olympique de Lyon | Juventus Stadium, Turín                                              |                                                                      |
|                     | Pirlo 4' · Umtiti 68' | Reporte   | Briand 18'        | Asistencia: 40.710 espectadores Árbitro(s): Alberto Undiano Mallenco | Asistencia: 40.710 espectadores Árbitro(s): Alberto Undiano Mallenco |

#### Basel - Valencia
| 3 de abril de 2014 | Basel                           | 3:0 (2:0) | Valencia | St. Jakob Park, Basilea                                     |                                                             |
|                    | Delgado 34' 38' · Stocker 90+1' | Reporte   |          | Asistencia: 35.000 espectadores Árbitro(s): Martin Atkinson | Asistencia: 35.000 espectadores Árbitro(s): Martin Atkinson |

| 10 de abril de 2014 | Valencia                                        | 5:0 (2:0) | Basel | Mestalla, Valencia                                        |                                                           |
|                     | Alcácer 38' 70' 113' · Vargas 42' · Bernat 118' | Reporte   |       | Asistencia: 33.152 espectadores Árbitro(s): Viktor Kassai | Asistencia: 33.152 espectadores Árbitro(s): Viktor Kassai |

#### Porto - Sevilla
| 3 de abril de 2014 | Porto       | 1:0 (1:0) | Sevilla | Estádio do Dragão, Porto                                   |                                                            |
|                    | Mangala 31' | Reporte   |         | Asistencia: 31.122 espectadores Árbitro(s): Wolfgang Stark | Asistencia: 31.122 espectadores Árbitro(s): Wolfgang Stark |

| 10 de abril de 2014 | Sevilla                                           | 4:1 (3:0) | Porto          | Ramón Sánchez-Pizjuán, Sevilla                              |                                                             |
|                     | Rakitić 5' · Vitolo 26' · Bacca 29' · Gameiro 79' | Reporte   | Quaresma 90+2' | Asistencia: 31.422 espectadores Árbitro(s): Gianluca Rocchi | Asistencia: 31.422 espectadores Árbitro(s): Gianluca Rocchi |

### Semifinales

#### Sevilla - Valencia
| 24 de abril de 2014 | Sevilla               | 2:0 (2:0) | Valencia | Ramón Sánchez-Pizjuán, Sevilla                            |                                                           |
|                     | M'Bia 33' · Bacca 36' | Reporte   |          | Asistencia: 33.496 espectadores Árbitro(s): Damir Skomina | Asistencia: 33.496 espectadores Árbitro(s): Damir Skomina |

| 1 de mayo de 2014 | Valencia                              | 3:1 (2:0) | Sevilla     | Mestalla, Valencia                                        |                                                           |
|                   | Feghouli 14' · Beto 25' · Mathieu 69' | Reporte   | M'Bia 90+4' | Asistencia: 51.013 espectadores Árbitro(s): Milorad Mazic | Asistencia: 51.013 espectadores Árbitro(s): Milorad Mazic |

#### Benfica - Juventus
| 24 de abril de 2014 | Benfica             | 2:1 (1:0) | Juventus  | Estádio da Luz, Lisboa                                   |                                                          |
|                     | Garay 3' · Lima 84' | Reporte   | Tévez 73' | Asistencia: 55.779 espectadores Árbitro(s): Cüneyt Çakır | Asistencia: 55.779 espectadores Árbitro(s): Cüneyt Çakır |

| 1 de mayo de 2014 | Juventus | 0:0     | Benfica | Juventus Stadium, Turín                                      |                                                              |
|                   |          | Reporte |         | Asistencia: 45.436 espectadores Árbitro(s): Mark Clattenburg | Asistencia: 45.436 espectadores Árbitro(s): Mark Clattenburg |

### Final
| 13         | POR        | Beto               |      |
| 23         | DEF        | Coke Andújar       |      |
| 2          | DEF        | Federico Fazio     |      |
| 16         | DEF        | Nicolás Pareja     |      |
| 14         | DEF        | Alberto Moreno     |      |
| 6          | MED        | Daniel Carriço     |      |
| 40         | MED        | Stéphane M'Bia     |      |
| 11         | MED        | Ivan Rakitić       |      |
| 20         | DEL        | Vitolo Machín      | 110' |
| 9          | DEL        | Carlos Bacca       |      |
| 19         | DEL        | José Antonio Reyes | 78'  |
| Entrenador | Entrenador | Unai Emery         |      |

| 41         | POR        | Jan Oblak           |      |
| 14         | DEF        | Maximiliano Pereira |      |
| 4          | DEF        | Luisão              |      |
| 24         | DEF        | Ezequiel Garay      |      |
| 16         | DEF        | Guilherme Siqueira  | 99'  |
| 6          | MED        | Ruben Amorim        |      |
| 20         | MED        | Nicolás Gaitán      | 119' |
| 30         | MED        | André Gomes         |      |
| 8          | DEL        | Miralem Sulejmani   | 25'  |
| 19         | DEL        | Rodrigo             |      |
| 11         | DEL        | Rodrigo Lima        |      |
| Entrenador | Entrenador | Jorge Jesús         |      |

| 7  | DEL | Marko Marin     | 78' 104' |
| 18 | DEL | Kevin Gameiro   | 104'     |
| 5  | DEF | Diogo Figueiras | 110'     |

| 34 | DEF | André Almeida  | 25'  |
| 7  | DEL | Óscar Cardozo  | 99'  |
| 18 | DEL | Ivan Cavaleiro | 119' |

|                |                  | 0:1 | Acierto de penal          | Rodrigo Lima  |
| Carlos Bacca   | Acierto de penal | 1:1 |                           |               |
|                |                  | 1:1 | Fallo de penal (Desviado) | Óscar Cardozo |
| Stéphane M'Bia | Acierto de penal | 2:1 |                           |               |
|                |                  | 2:1 | Fallo de penal (Desviado) | Rodrigo       |
| Coke Andújar   | Acierto de penal | 3:1 |                           |               |
|                |                  | 3:2 | Acierto de penal          | Luisão        |
| Kevin Gameiro  | Acierto de penal | 4:2 |                           |               |

| 11' | Federico Fazio |  |
| 13' | Alberto Moreno |  |
| 98' | Coke Andújar   |  |

| 30'  | Guilherme Siqueira |  |
| 100' | André Almeida      |  |

| Árbitro                         | Felix Brych     |
| Árbitros asistentes             | Mark Borsch     |
| Árbitros asistentes             | Stefan Lupp     |
| Árbitros asistentes adicionales | Tobias Welz     |
| Árbitros asistentes adicionales | Bastian Dankert |
| Cuarto Árbitro                  | Milorad Mažić   |

| 13         | POR        | Beto               |      |
| 23         | DEF        | Coke Andújar       |      |
| 2          | DEF        | Federico Fazio     |      |
| 16         | DEF        | Nicolás Pareja     |      |
| 14         | DEF        | Alberto Moreno     |      |
| 6          | MED        | Daniel Carriço     |      |
| 40         | MED        | Stéphane M'Bia     |      |
| 11         | MED        | Ivan Rakitić       |      |
| 20         | DEL        | Vitolo Machín      | 110' |
| 9          | DEL        | Carlos Bacca       |      |
| 19         | DEL        | José Antonio Reyes | 78'  |
| Entrenador | Entrenador | Unai Emery         |      |

| 41         | POR        | Jan Oblak           |      |
| 14         | DEF        | Maximiliano Pereira |      |
| 4          | DEF        | Luisão              |      |
| 24         | DEF        | Ezequiel Garay      |      |
| 16         | DEF        | Guilherme Siqueira  | 99'  |
| 6          | MED        | Ruben Amorim        |      |
| 20         | MED        | Nicolás Gaitán      | 119' |
| 30         | MED        | André Gomes         |      |
| 8          | DEL        | Miralem Sulejmani   | 25'  |
| 19         | DEL        | Rodrigo             |      |
| 11         | DEL        | Rodrigo Lima        |      |
| Entrenador | Entrenador | Jorge Jesús         |      |

| 7  | DEL | Marko Marin     | 78' 104' |
| 18 | DEL | Kevin Gameiro   | 104'     |
| 5  | DEF | Diogo Figueiras | 110'     |

| 34 | DEF | André Almeida  | 25'  |
| 7  | DEL | Óscar Cardozo  | 99'  |
| 18 | DEL | Ivan Cavaleiro | 119' |

|                |                  | 0:1 | Acierto de penal          | Rodrigo Lima  |
| Carlos Bacca   | Acierto de penal | 1:1 |                           |               |
|                |                  | 1:1 | Fallo de penal (Desviado) | Óscar Cardozo |
| Stéphane M'Bia | Acierto de penal | 2:1 |                           |               |
|                |                  | 2:1 | Fallo de penal (Desviado) | Rodrigo       |
| Coke Andújar   | Acierto de penal | 3:1 |                           |               |
|                |                  | 3:2 | Acierto de penal          | Luisão        |
| Kevin Gameiro  | Acierto de penal | 4:2 |                           |               |

| 11' | Federico Fazio |  |
| 13' | Alberto Moreno |  |
| 98' | Coke Andújar   |  |

| 30'  | Guilherme Siqueira |  |
| 100' | André Almeida      |  |

| Árbitro                         | Felix Brych     |
| Árbitros asistentes             | Mark Borsch     |
| Árbitros asistentes             | Stefan Lupp     |
| Árbitros asistentes adicionales | Tobias Welz     |
| Árbitros asistentes adicionales | Bastian Dankert |
| Cuarto Árbitro                  | Milorad Mažić   |

| Estadísticas    | Sevilla | Benfica |
| --------------- | ------- | ------- |
| Tiros           | 5       | 22      |
| Tiros al arco   | 3       | 15      |
| Faltas          | 21      | 25      |
| Penales         | 0       | 0       |
| Posesión        | 36      | 64      |
| Fueras de juego | 5       | 1       |

|                             |
| Bandera de España           |
| Campeón Sevilla 3.er título |

## Goleadores
| Jugador          | Equipo             | Goles | Minutos |
| ---------------- | ------------------ | ----- | ------- |
| Jonathan Soriano | Red Bull Salzburgo | 8     | 565'    |
| Paco Alcácer     | Valencia           | 7     | 716'    |
| Carlos Bacca     | Sevilla            | 7     | 793'    |
| Roman Bezjak     | Ludogorets Razgrad | 6     | 576'    |
| Jermain Defoe    | Tottenham Hotspur  | 5     | 360'    |
| Kevin Gameiro    | Sevilla            | 5     | 606'    |
| Olcan Adın       | Trabzonspor        | 5     | 720'    |
| Rodrigo Lima     | Benfica            | 4     | 191'    |

## Asistencias
| Jugador             | Equipo              | Asistencias | Minutos |
| ------------------- | ------------------- | ----------- | ------- |
| Bibras Natkho       | Rubin Kazan         | 5           | 450'    |
| Kevin Kampl         | Red Bull Salzburgo  | 5           | 768'    |
| Christian Eriksen   | Tottenham           | 4           | 454'    |
| Fabien Camus        | Genk                | 4           | 462'    |
| Tranquillo Barnetta | Eintracht Fráncfort | 4           | 497'    |
| Alan Carvalho       | Red Bull Salzburgo  | 4           | 682'    |